# Biserica reformată din Bahnea

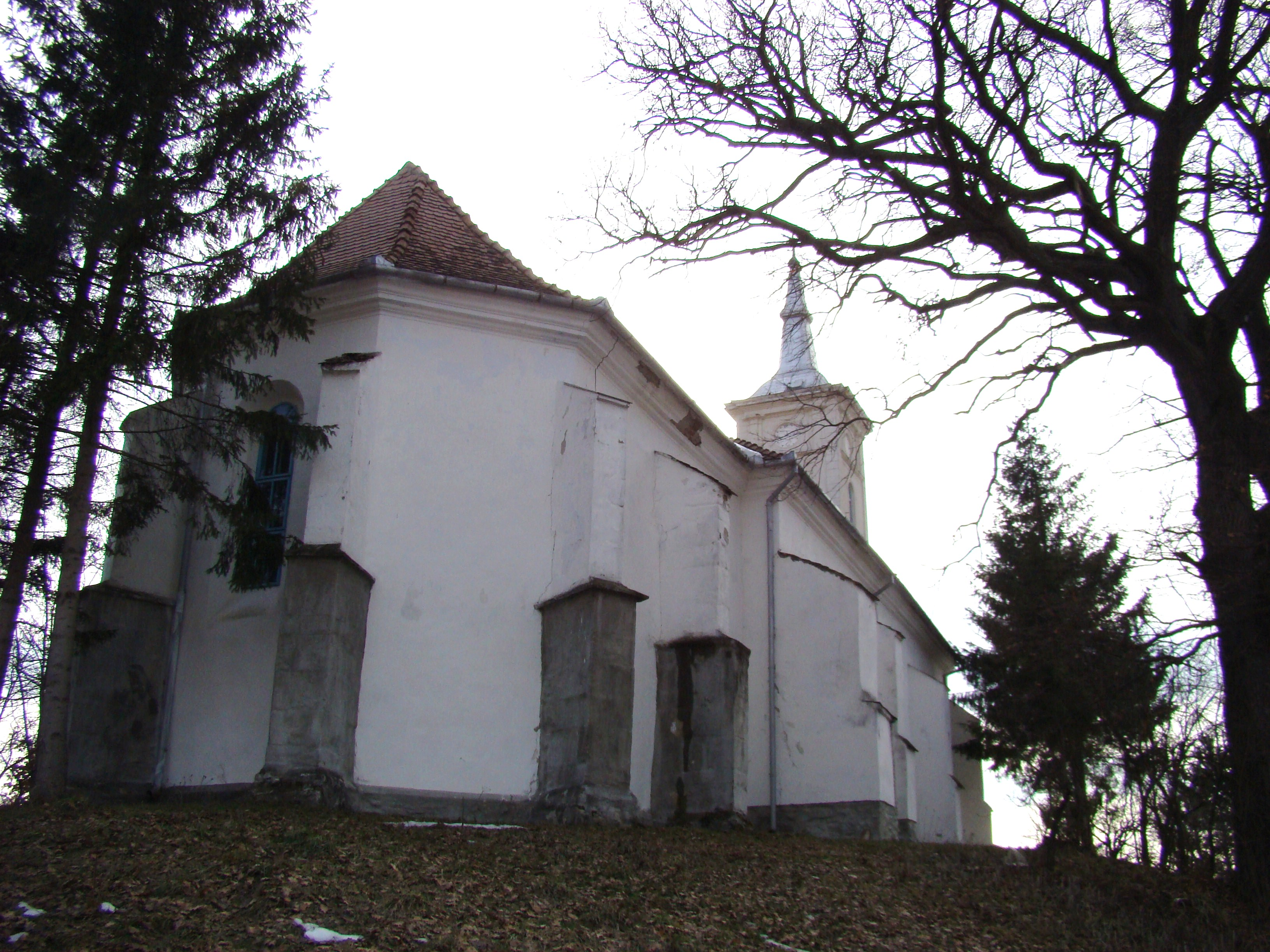
Biserica reformată din Bahnea, comuna Bahnea, județul Mureș, foto: februarie 2013.

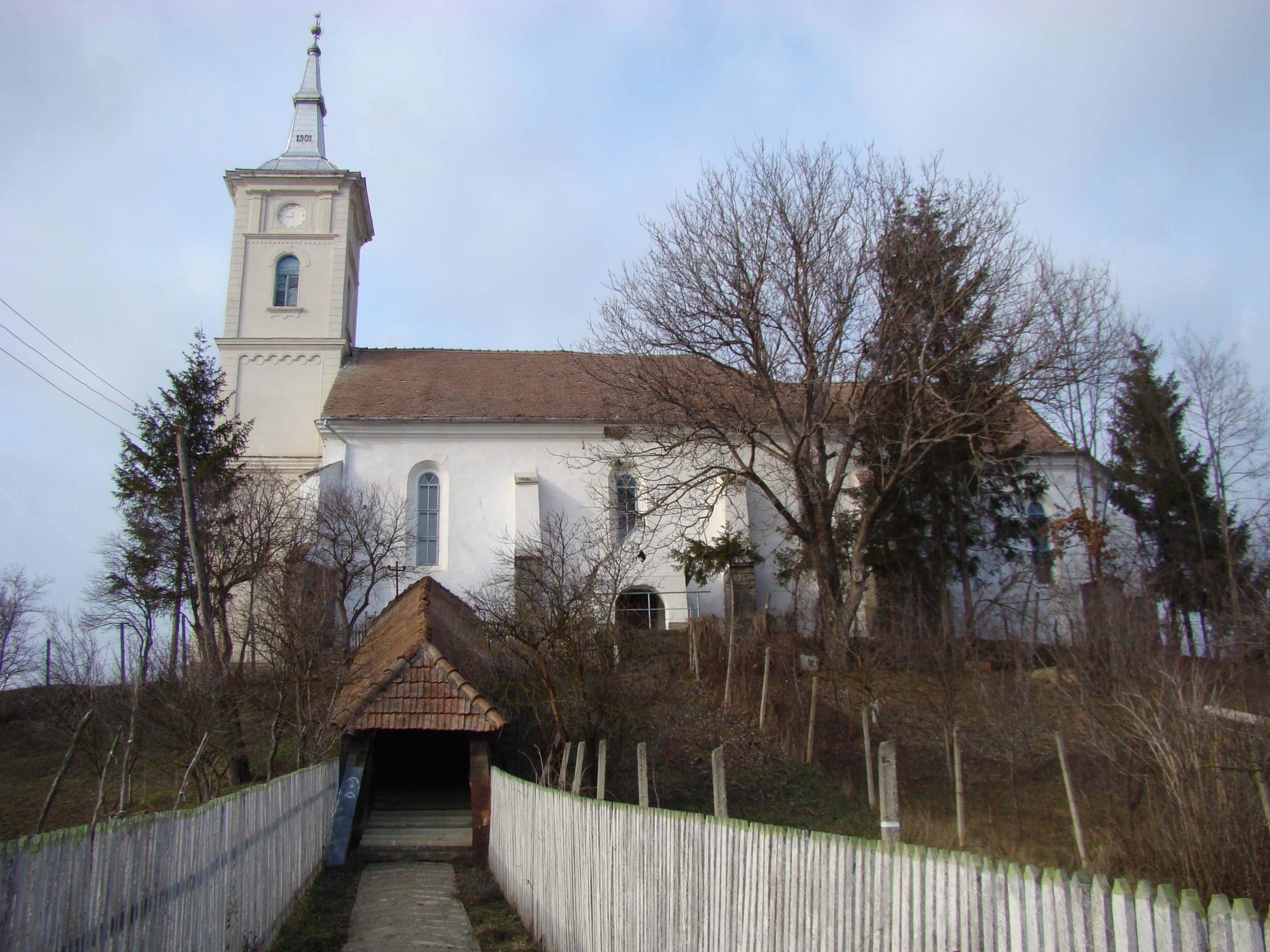
Biserica reformată din Bahnea, comuna Bahnea, județul Mureș, foto: februarie 2013.

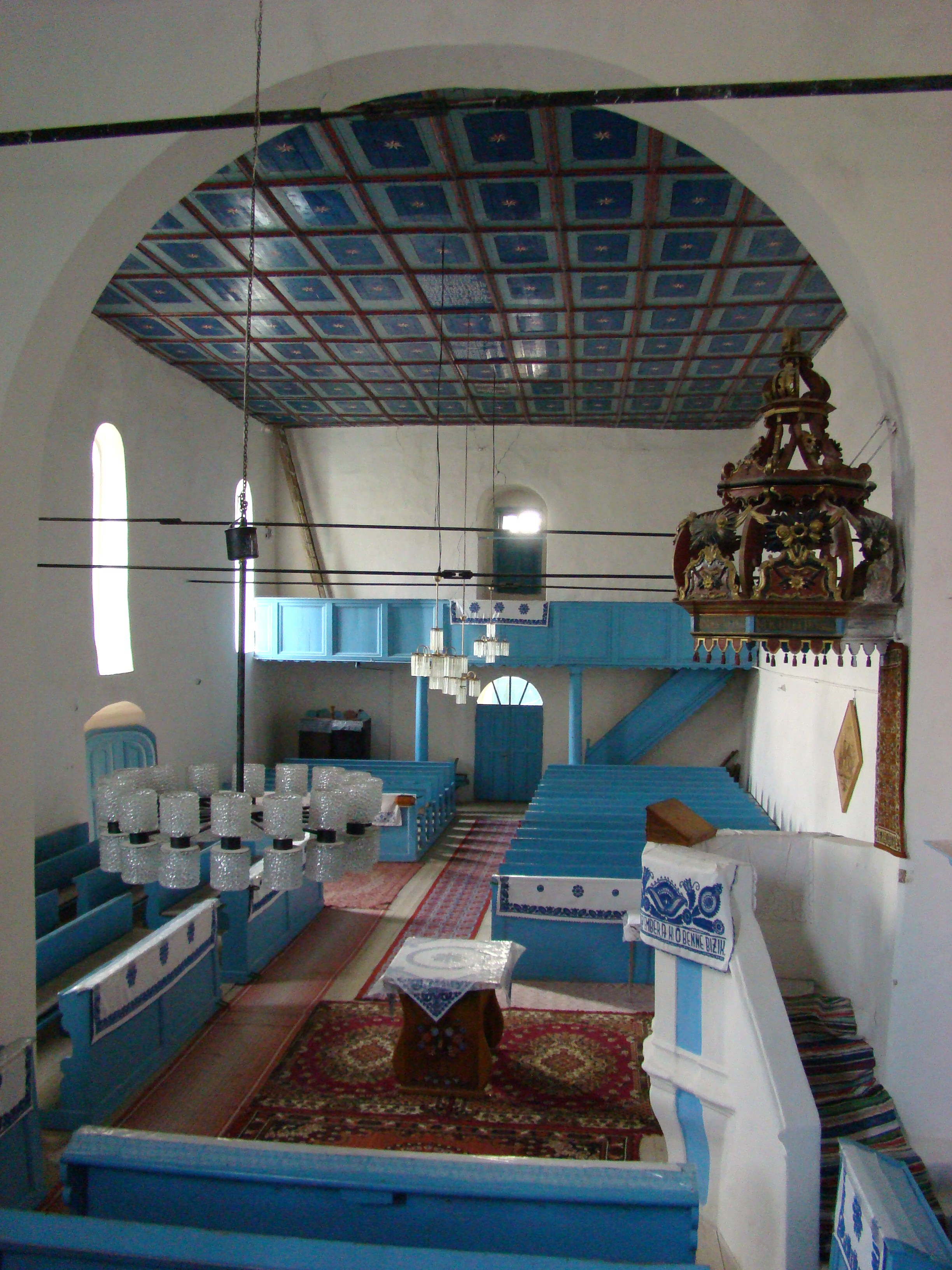
Interiorul navei

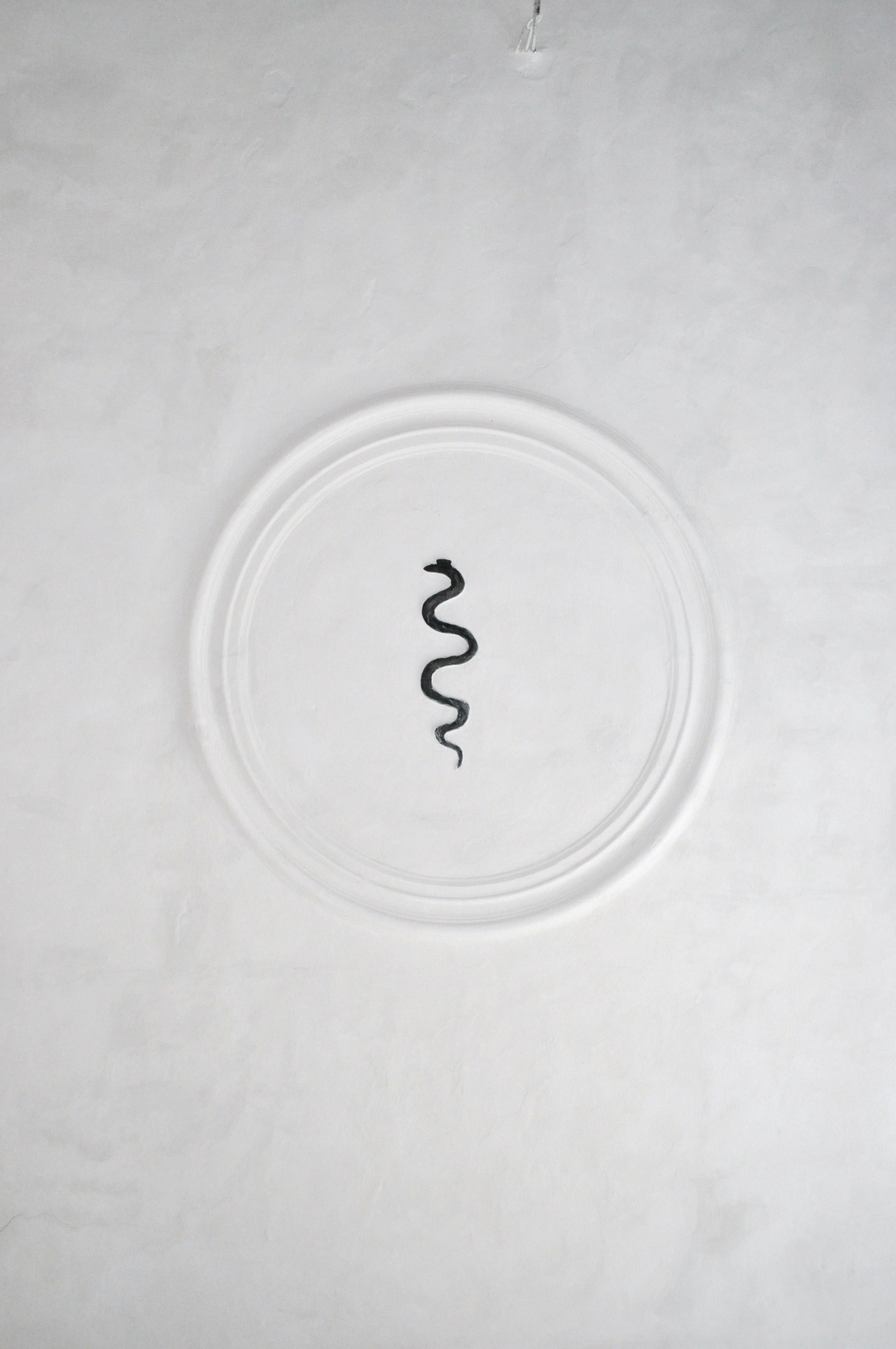
Blazonul familiei nobiliare Bethlen

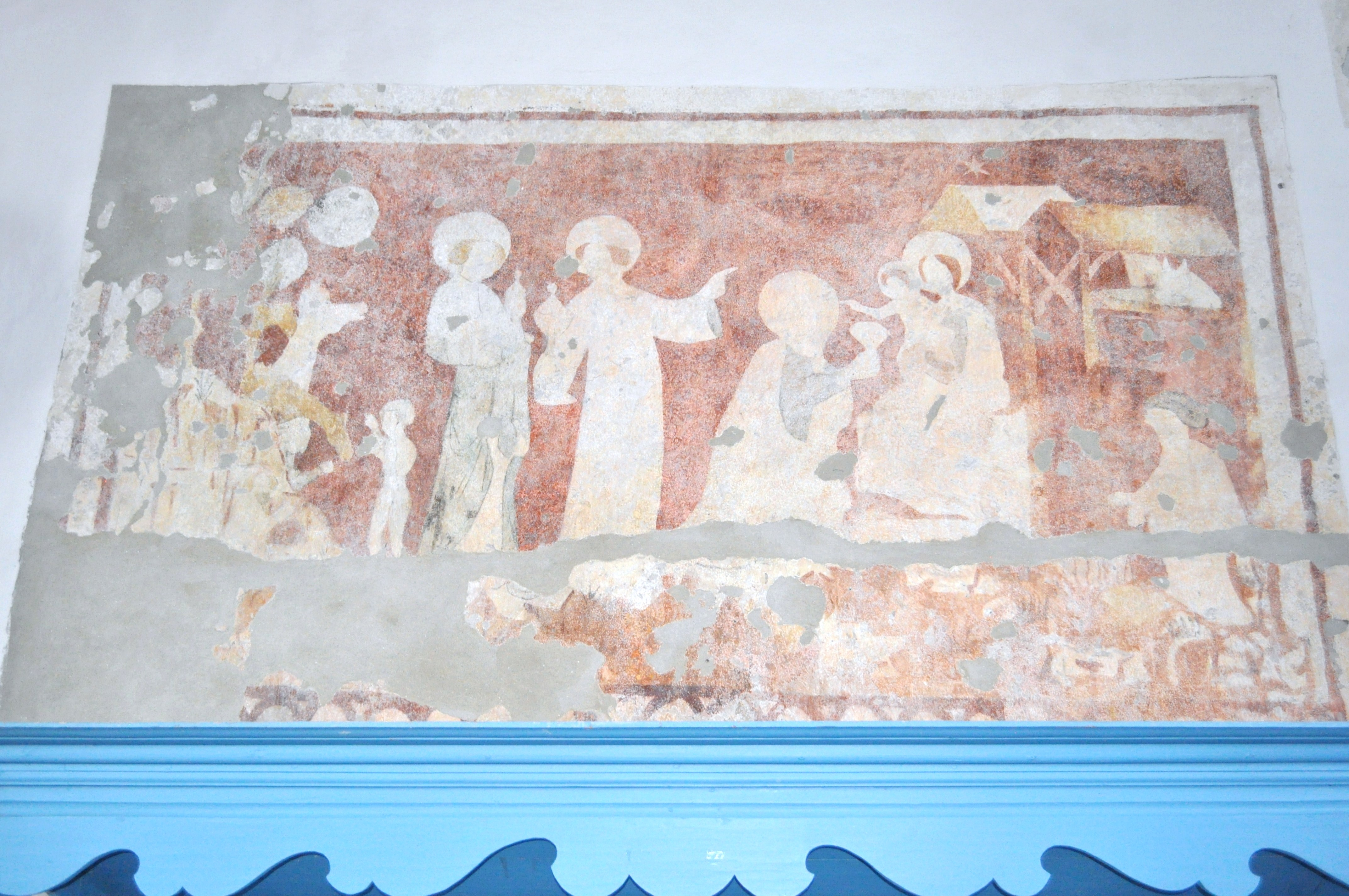
Fragment de frescă decapat de sub tencuială: Cei trei crai de la Răsărit aduc daruri pruncului Iisus

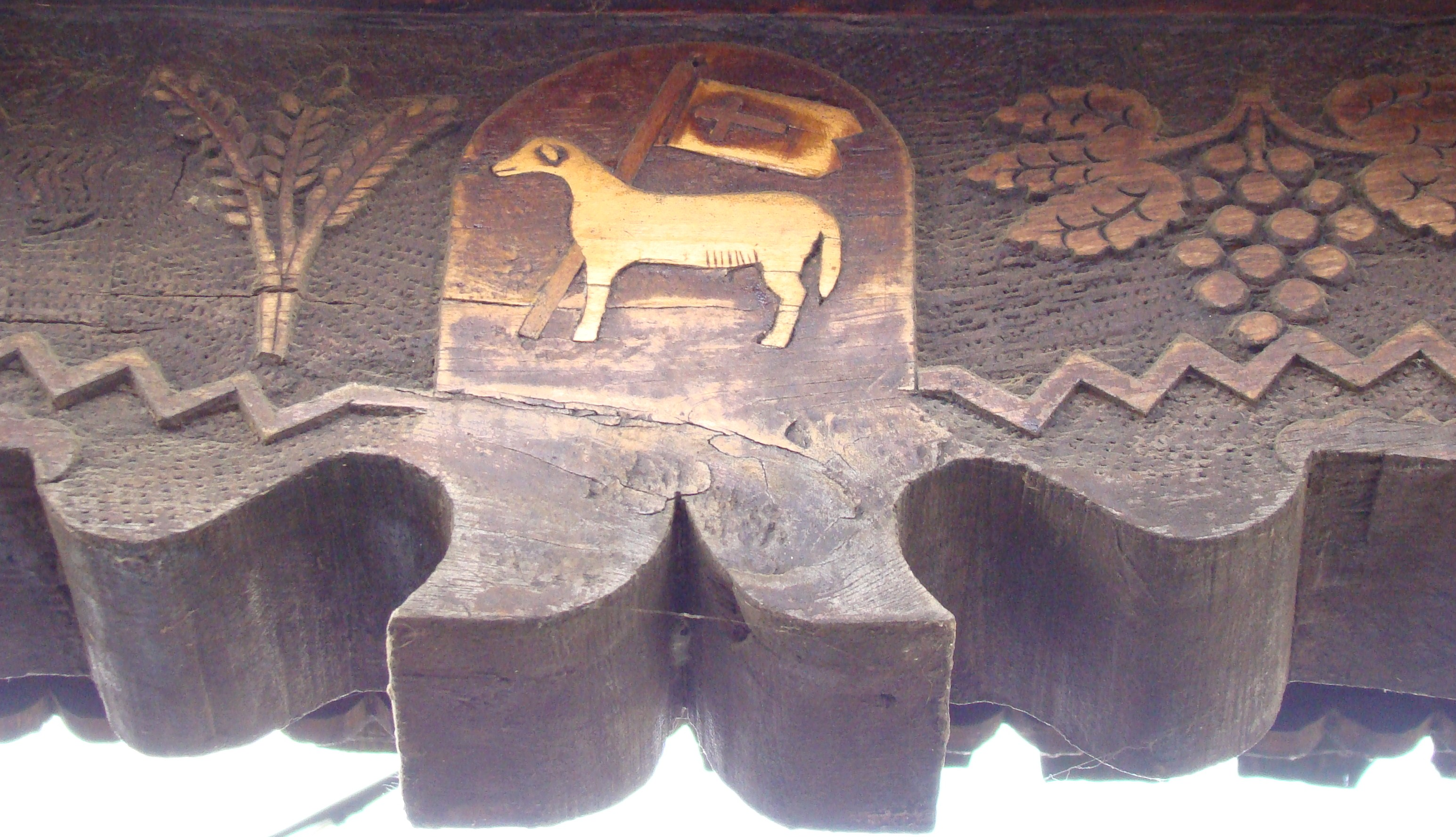
Detaliu ancadrament la poarta de lemn de la intrarea în curtea bisericii

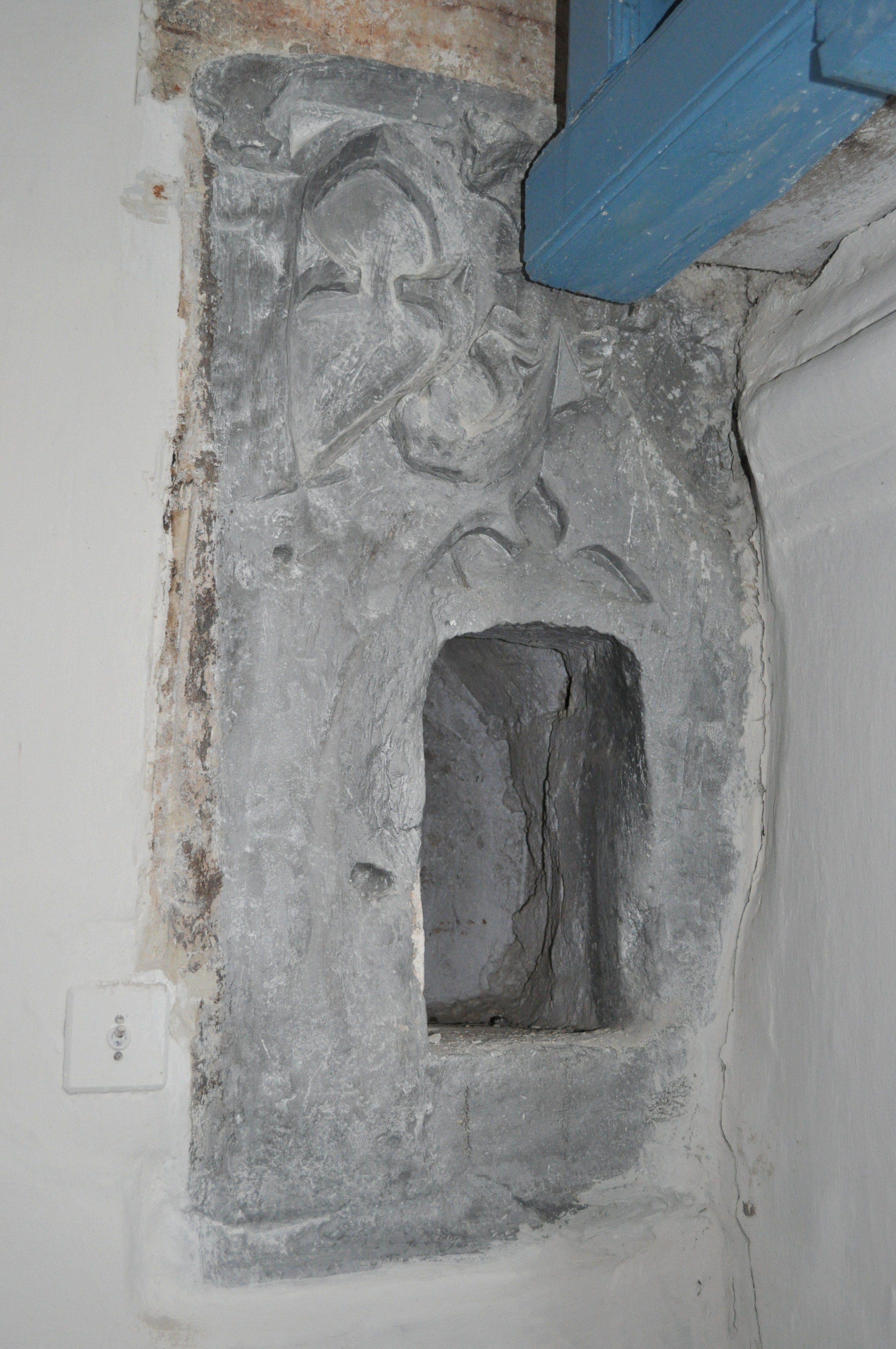
Tabernacul

Biserica reformată din Bahnea, comuna Bahnea, județul Mureș, datează de la începutul secolului  al XIV-lea. Biserica se află pe noua listă a monumentelor istorice sub codul LMI:  MS-II-m-B-15597. 

## Istoric și trăsături
Bahnea (în germană Bachnen, în maghiară Bonyha) este un sat dinn județul Mureș, situat între Sovata și Târnăveni, pe malul stâng al Târnavei Mici. Prima atestare documentară este din anul 1291. Printre primii proprietari este amintită familia Losonczi Banffy. În jurul anului 1500 domeniul din Bahnea (prin moștenire) ajunge în posesia familiei Bethlen. Timp de 450 de ani rămâne în proprietatea familiei Bethlen. 
Biserica reformată din Bahnea a fost construită în secolul XIV-lea. Este una dintre cele mai vechi bisericii din zonă. Inițial a fost o biserică romano-catolică, purtând hramul Sfântului Mihail. Frescele sale au fost văruite atunci când comunitatea maghiară a trecut la religia reformată (cca. 1600). După unele presupuneri sub padiment există o criptă unde și-ar avea locul de veci „grofii Bethlen” din Bahnea. Mult timp clopotnița a fost separat de biserică, turnul actual fiind adosat abia în anul 1901.
În  anul 1965 când se realiza instalația electrică, una din fresce a fost redescoperită. După revoluția din 1989 a fost scoasă la vedere și în 2010 este renovată. Fresca reprezintă Sfânta Familie și craii de la răsărit.
În partea estică al bisericii lângă orgă se află patru coloane sculptate din piatră, două din ele au ornamente în formă de pasăre, respectiv de om, iar celelalte au ornamente vegetale (stejar și foi de dafin). 
În prezent comunitatea reformată posedă două lăcașuri de cult în Bahnea: biserica veche și o sală de rugăciune nouă (cu 120 de locuri), lângă casa parohială. Numărul enoriașiilor este de 525 de persoane.

## Imagini din exterior

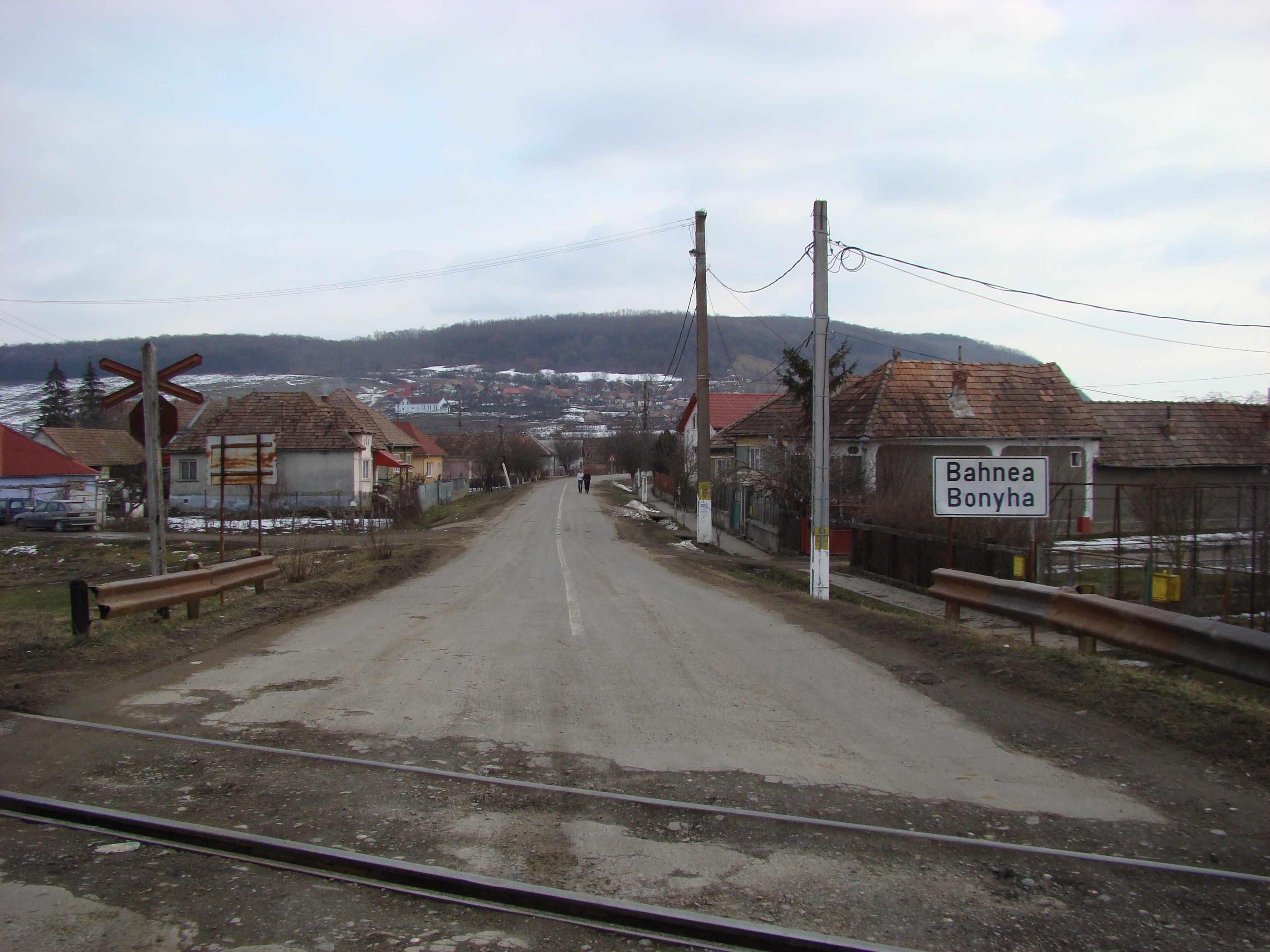
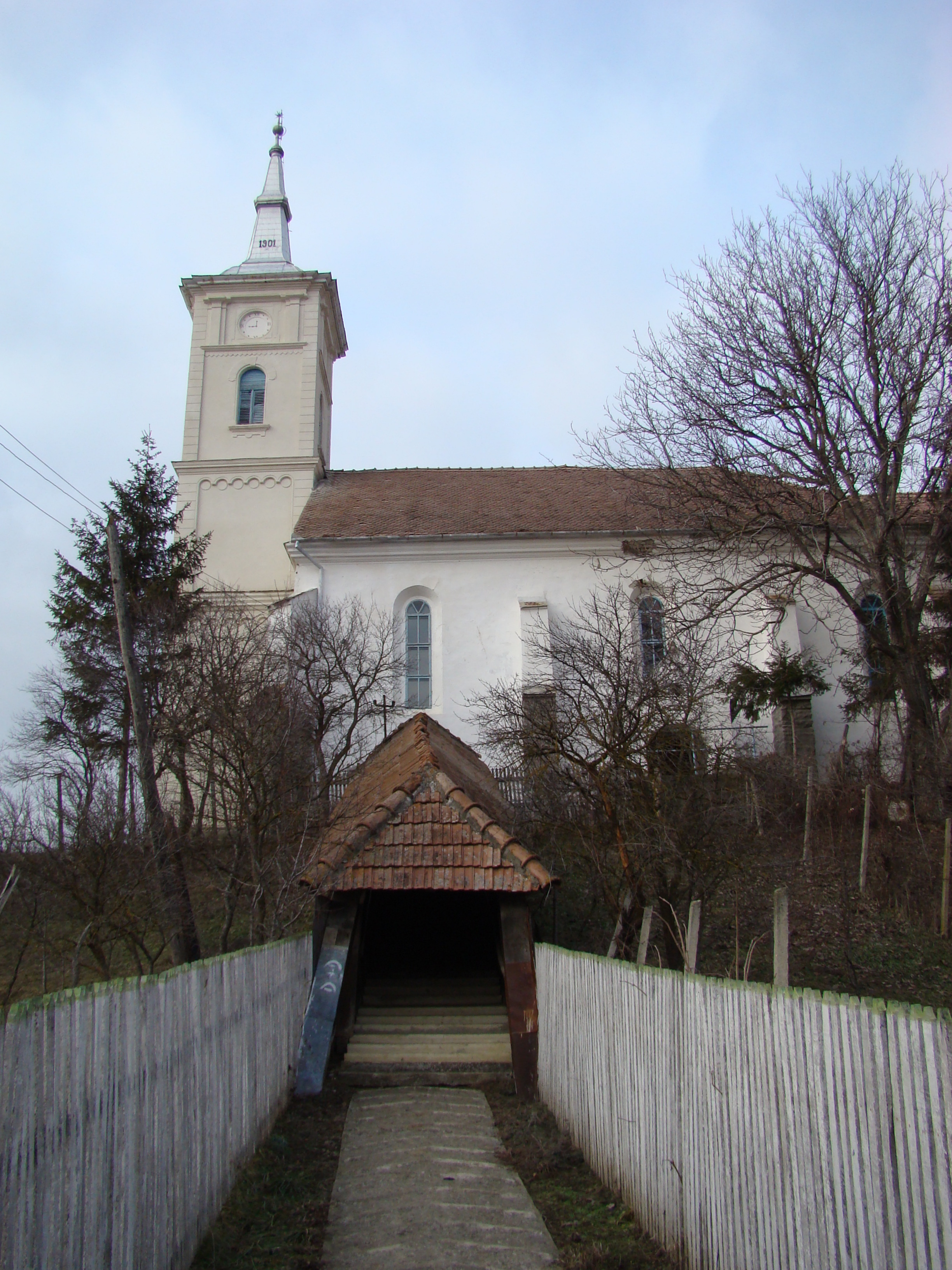
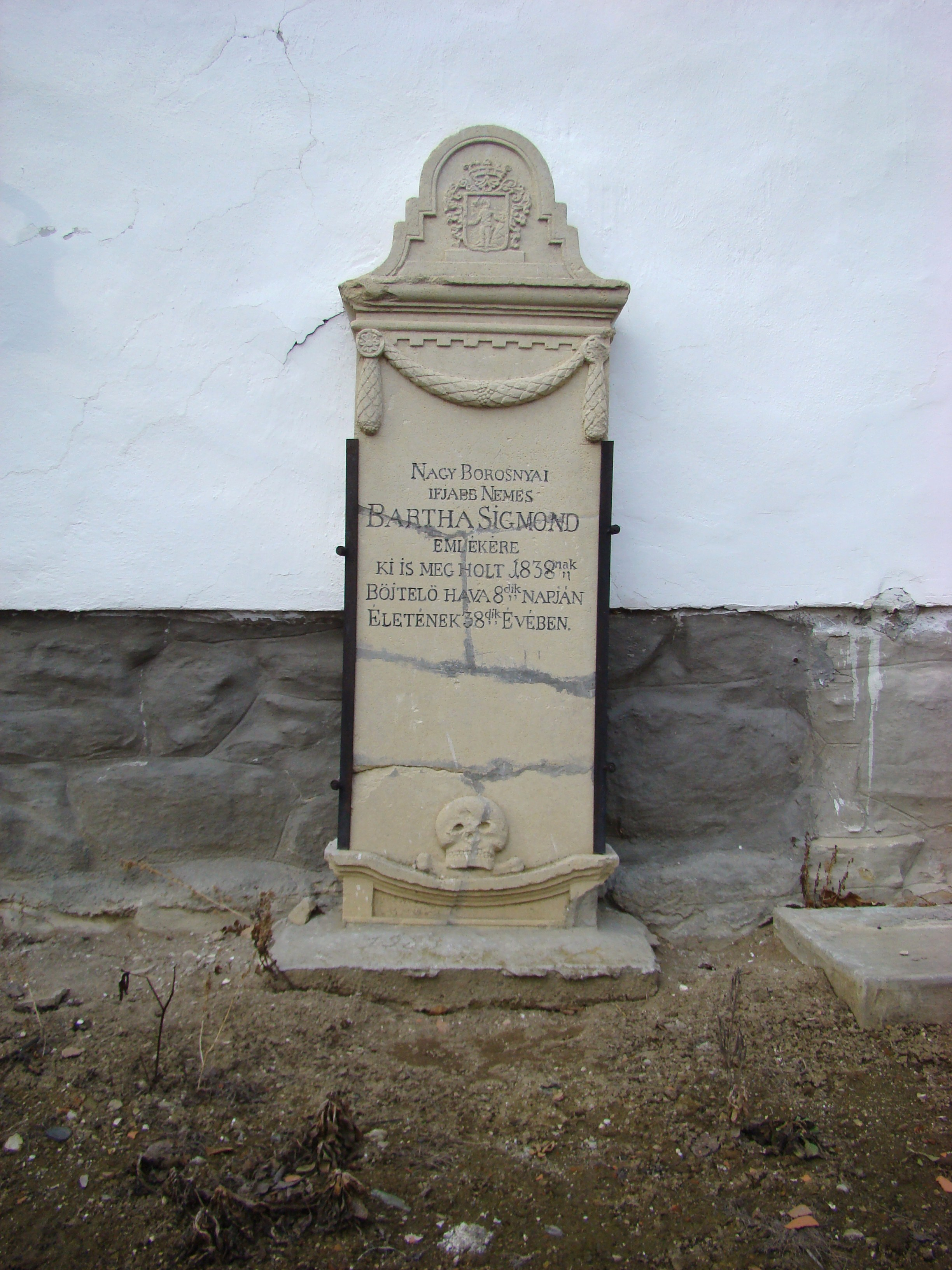
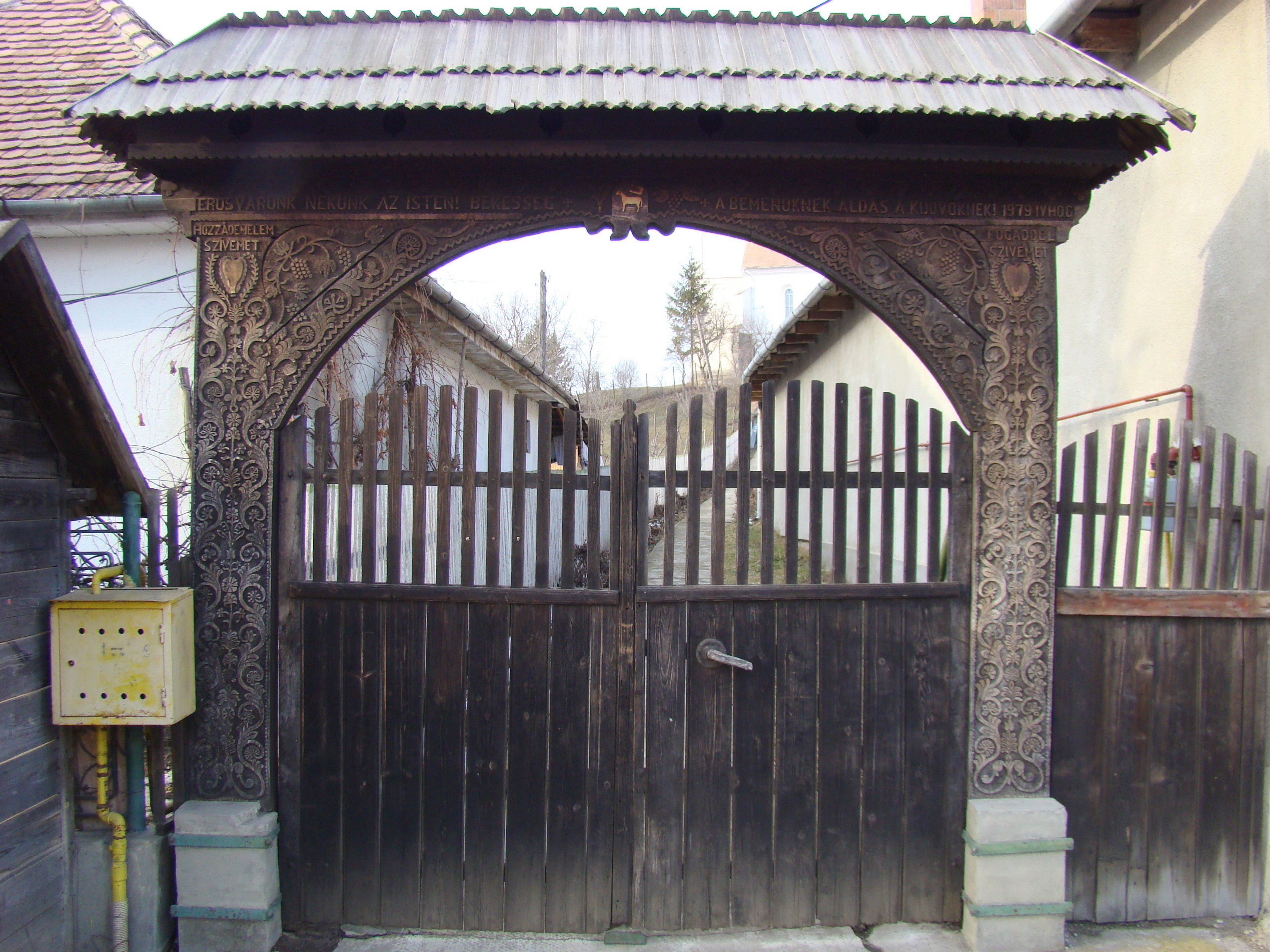
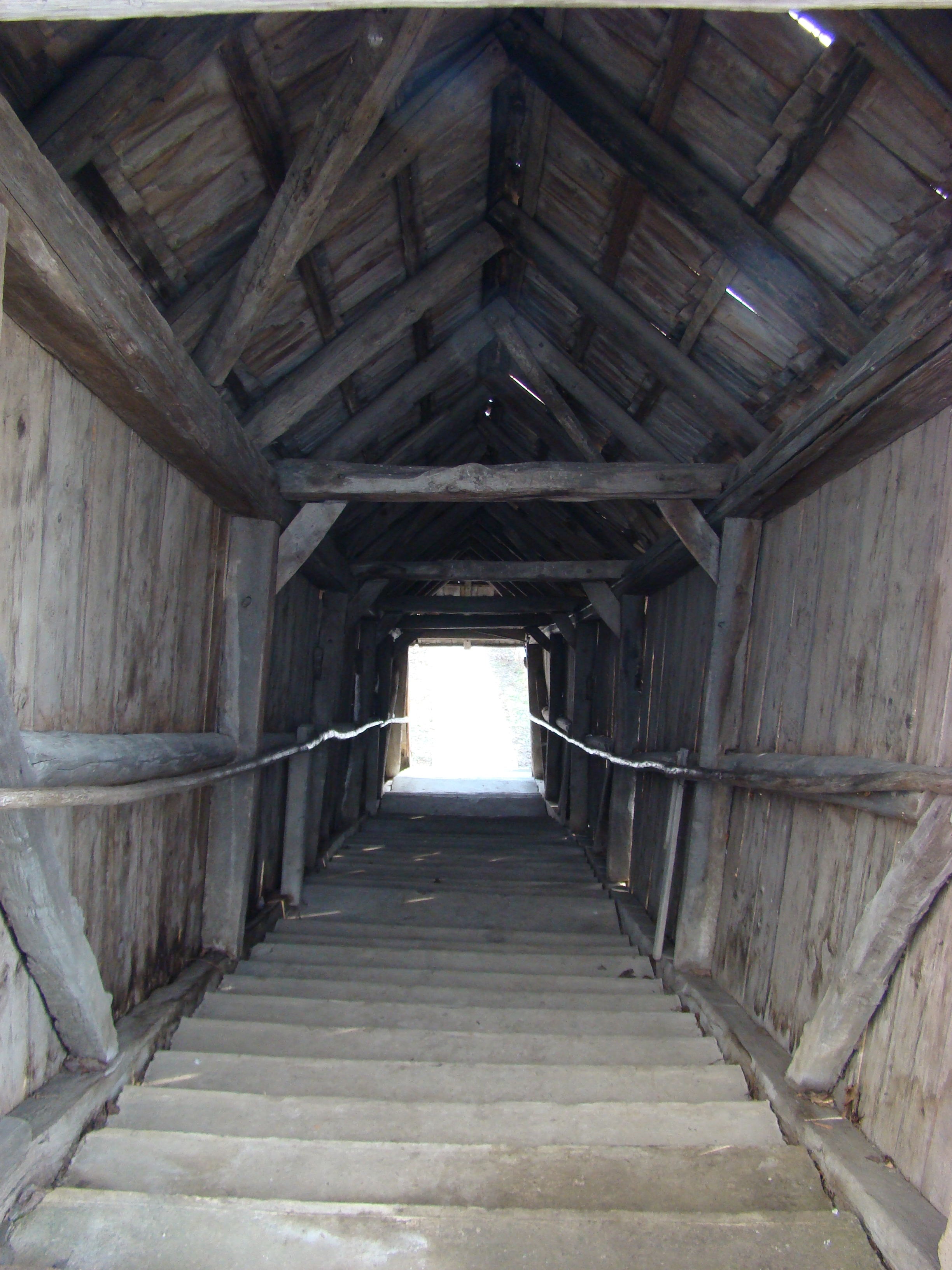
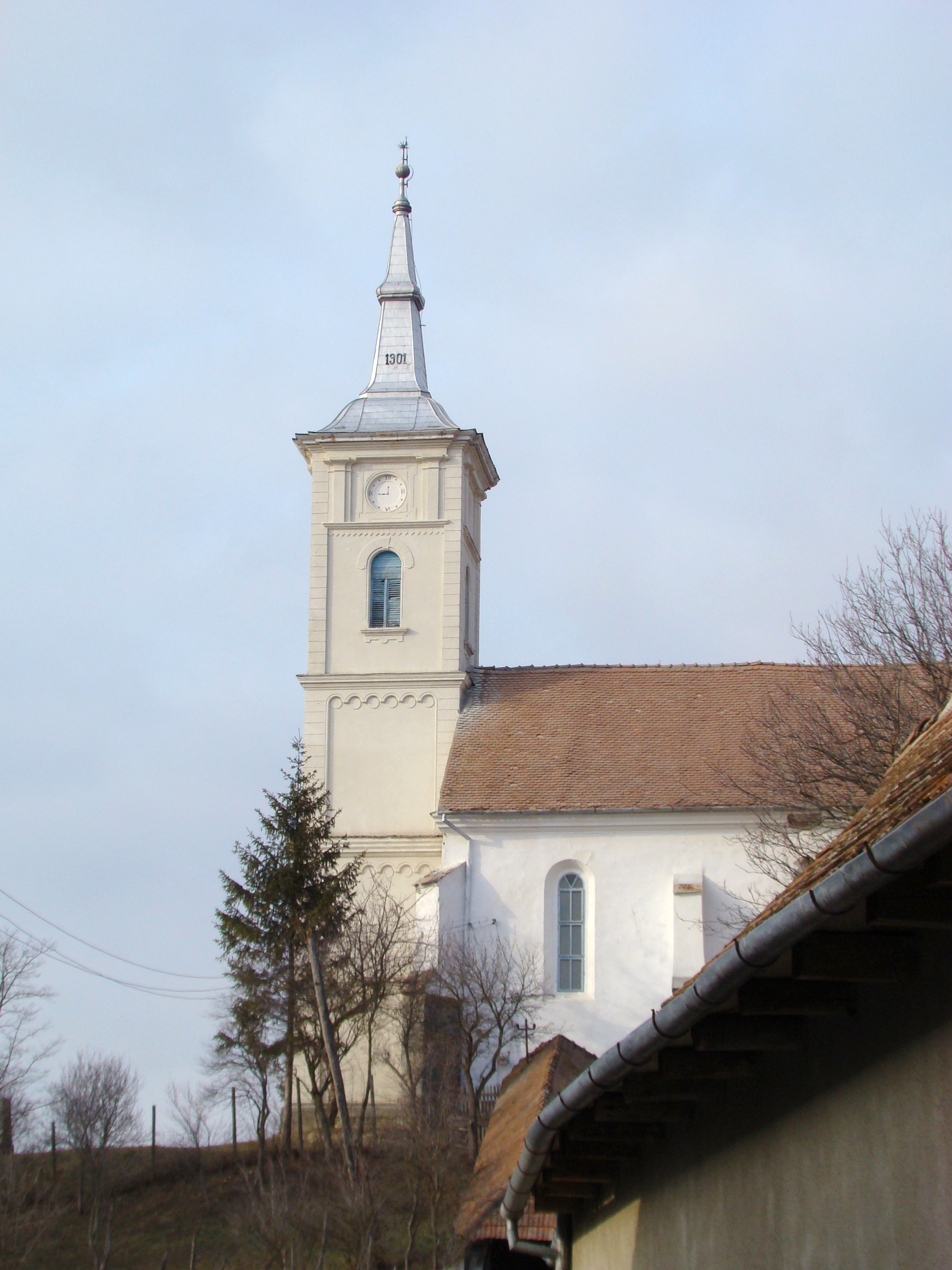
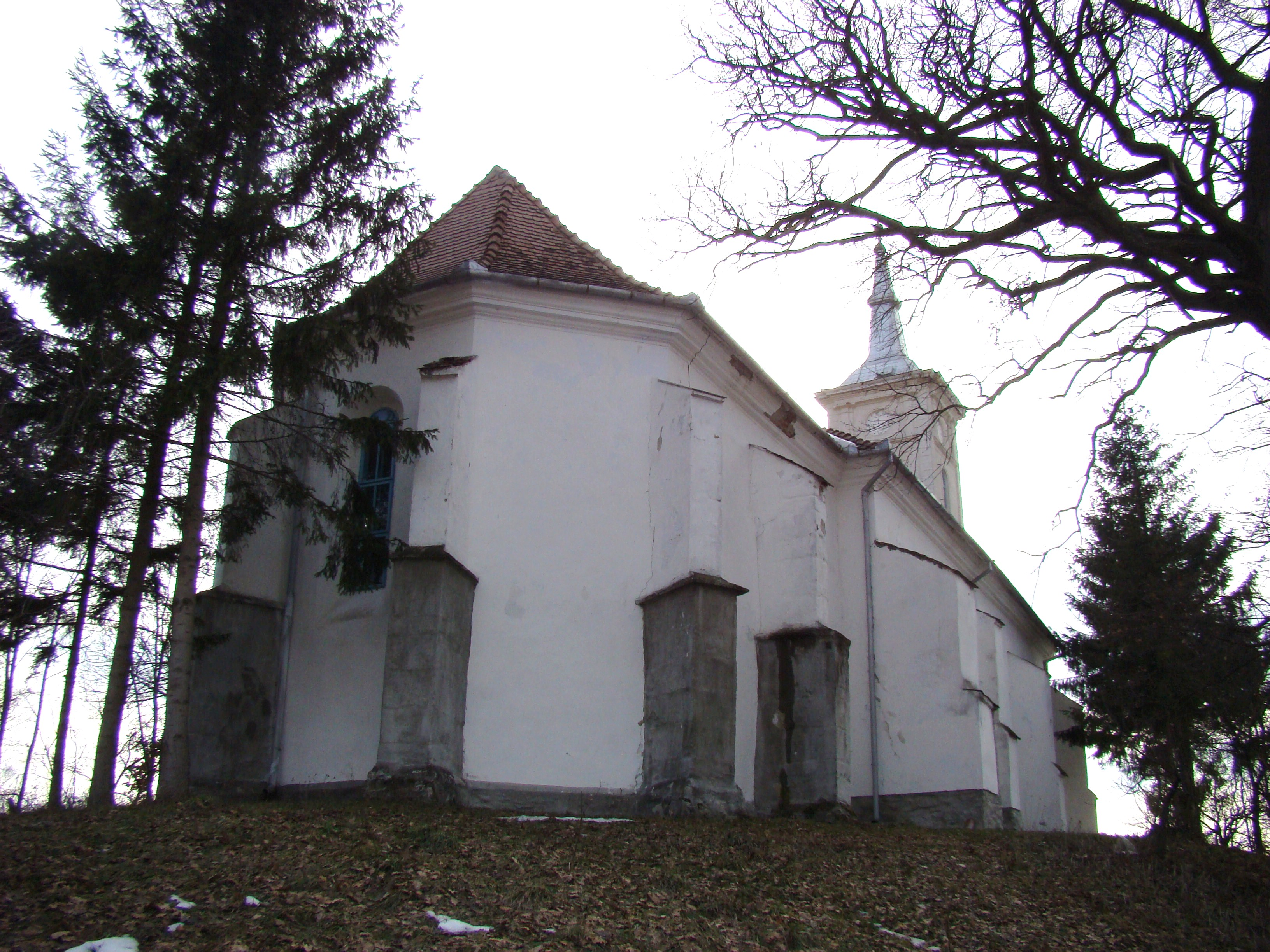
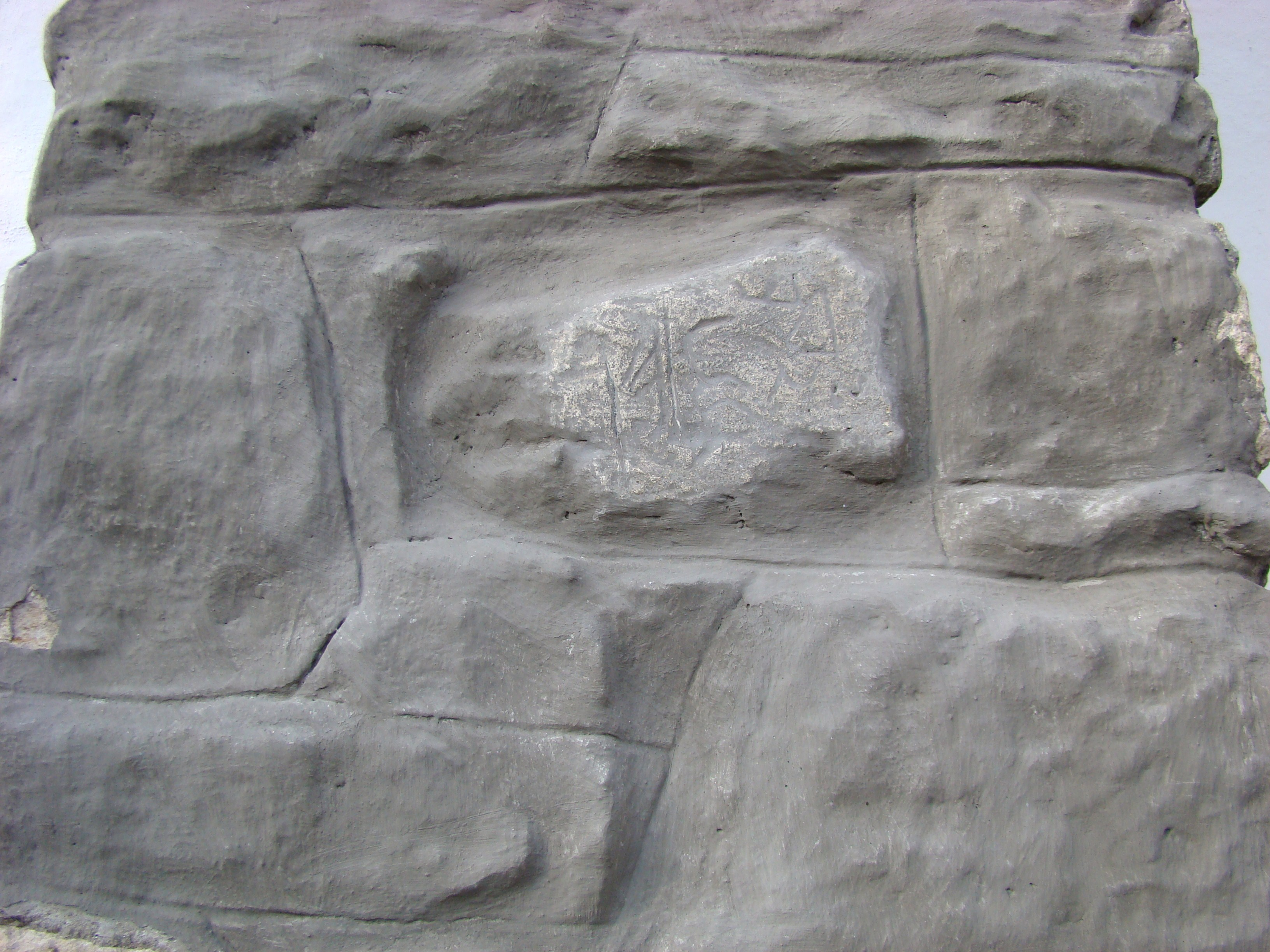
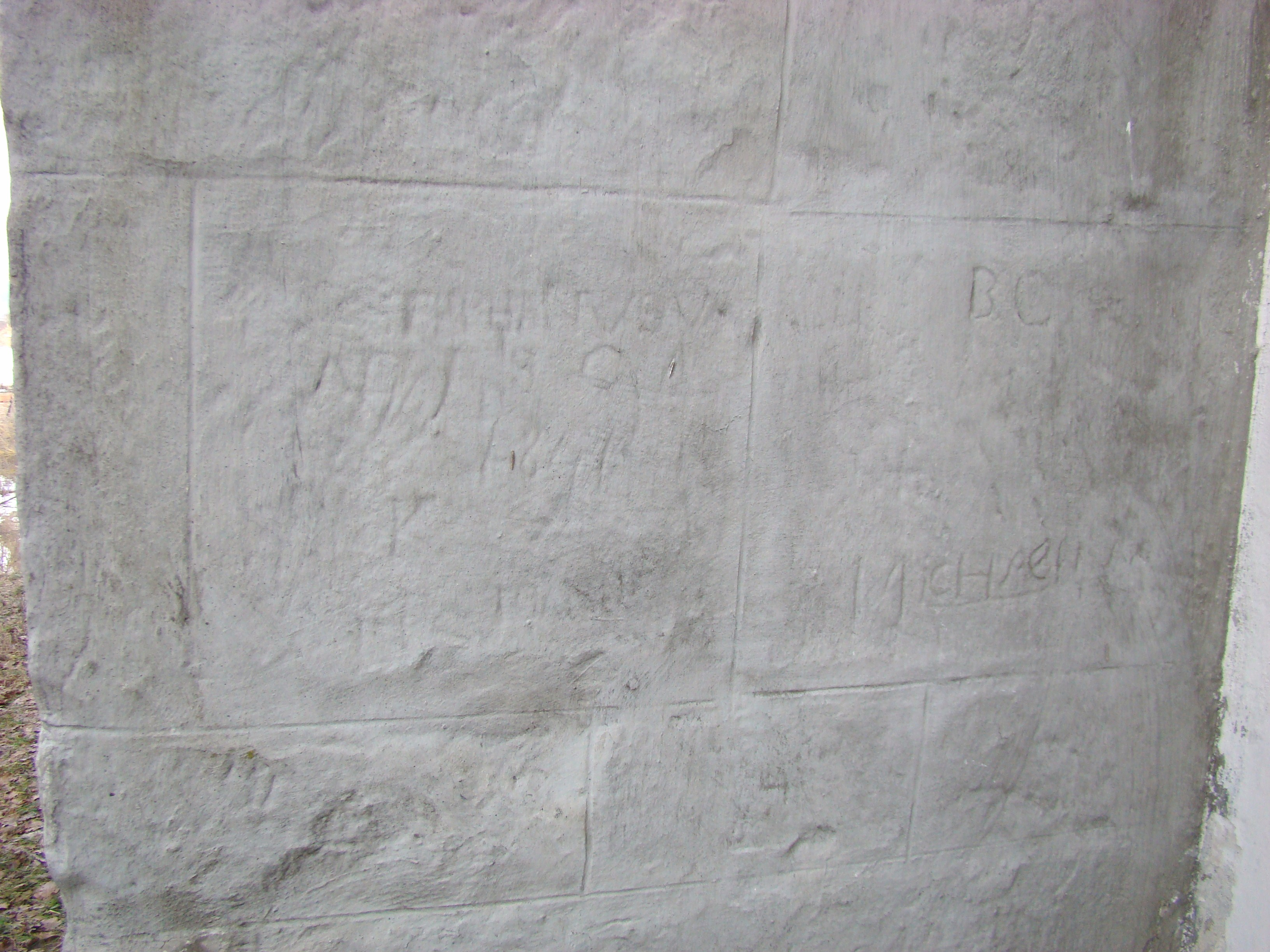
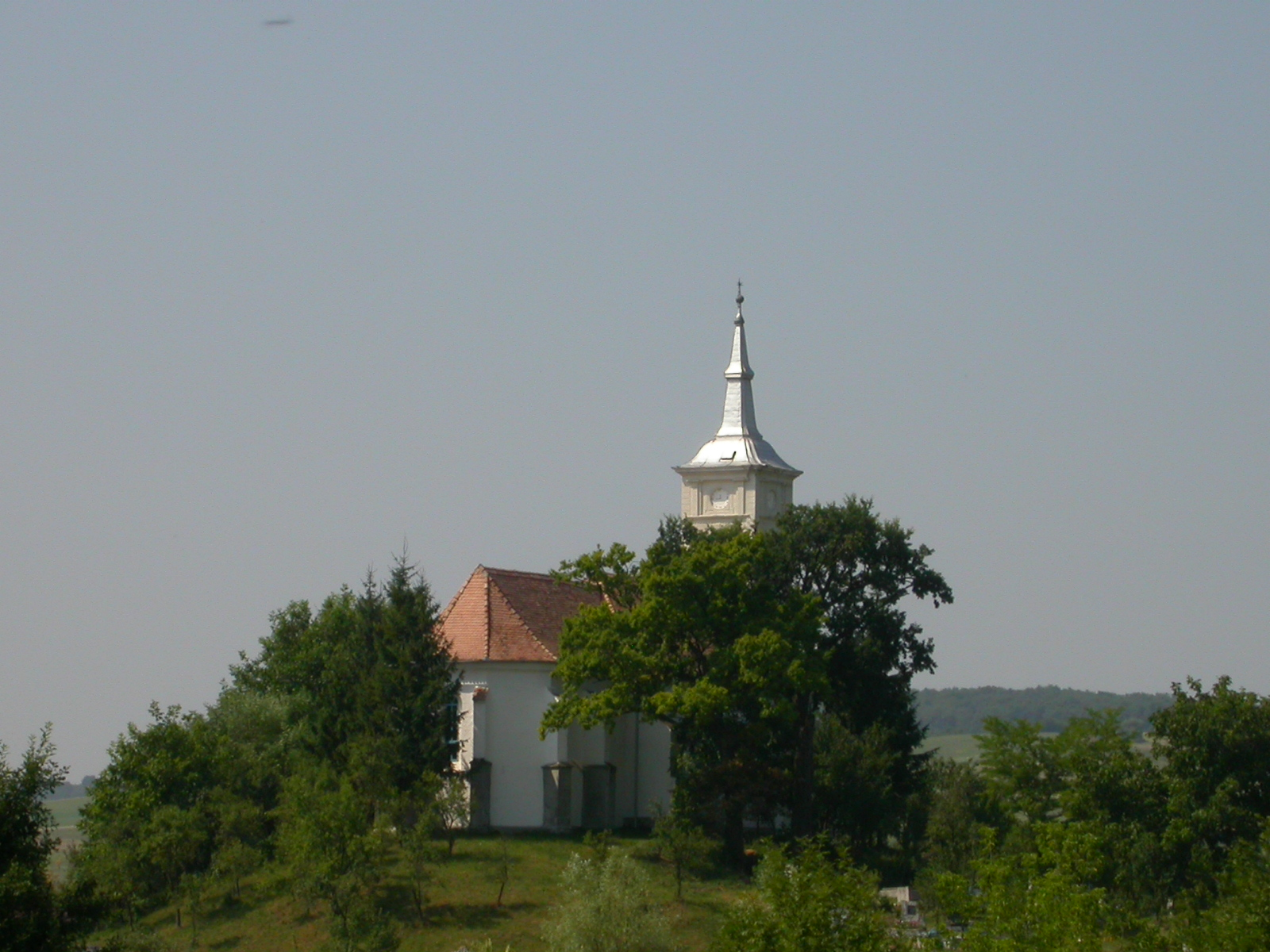
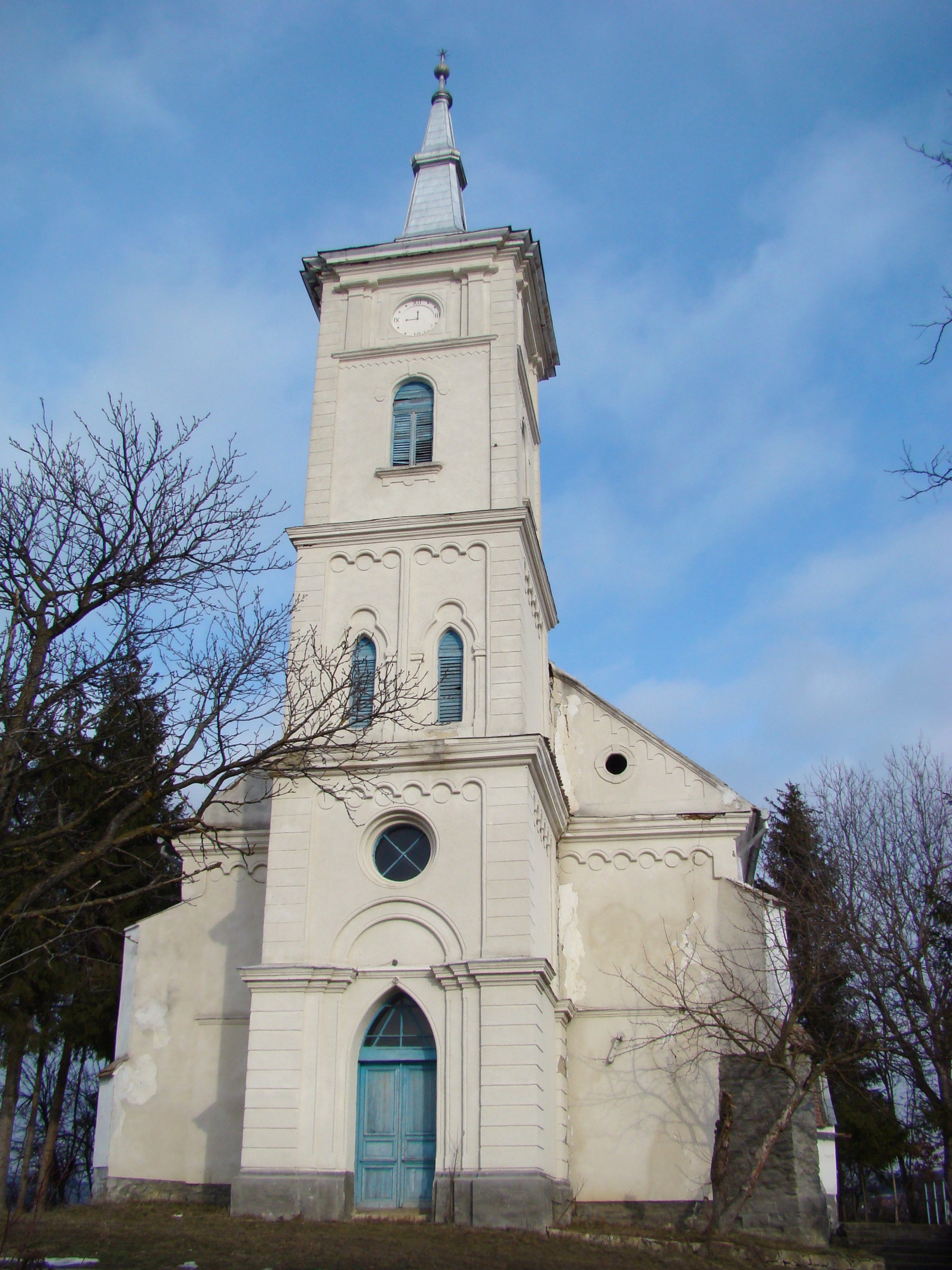
Biserica (vest)
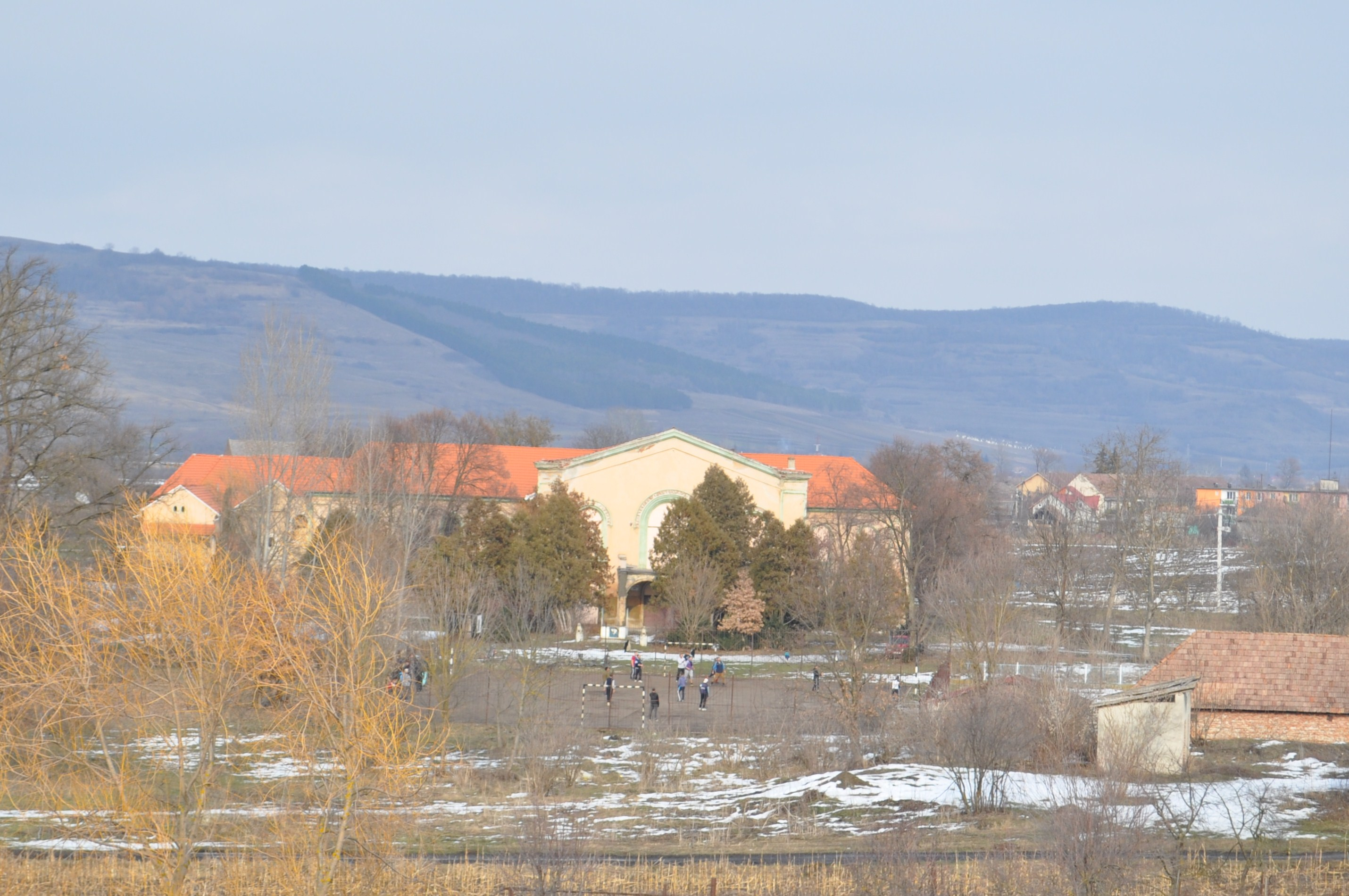
Împrejurimi: Castelul Bethlen

## Imagini din interior

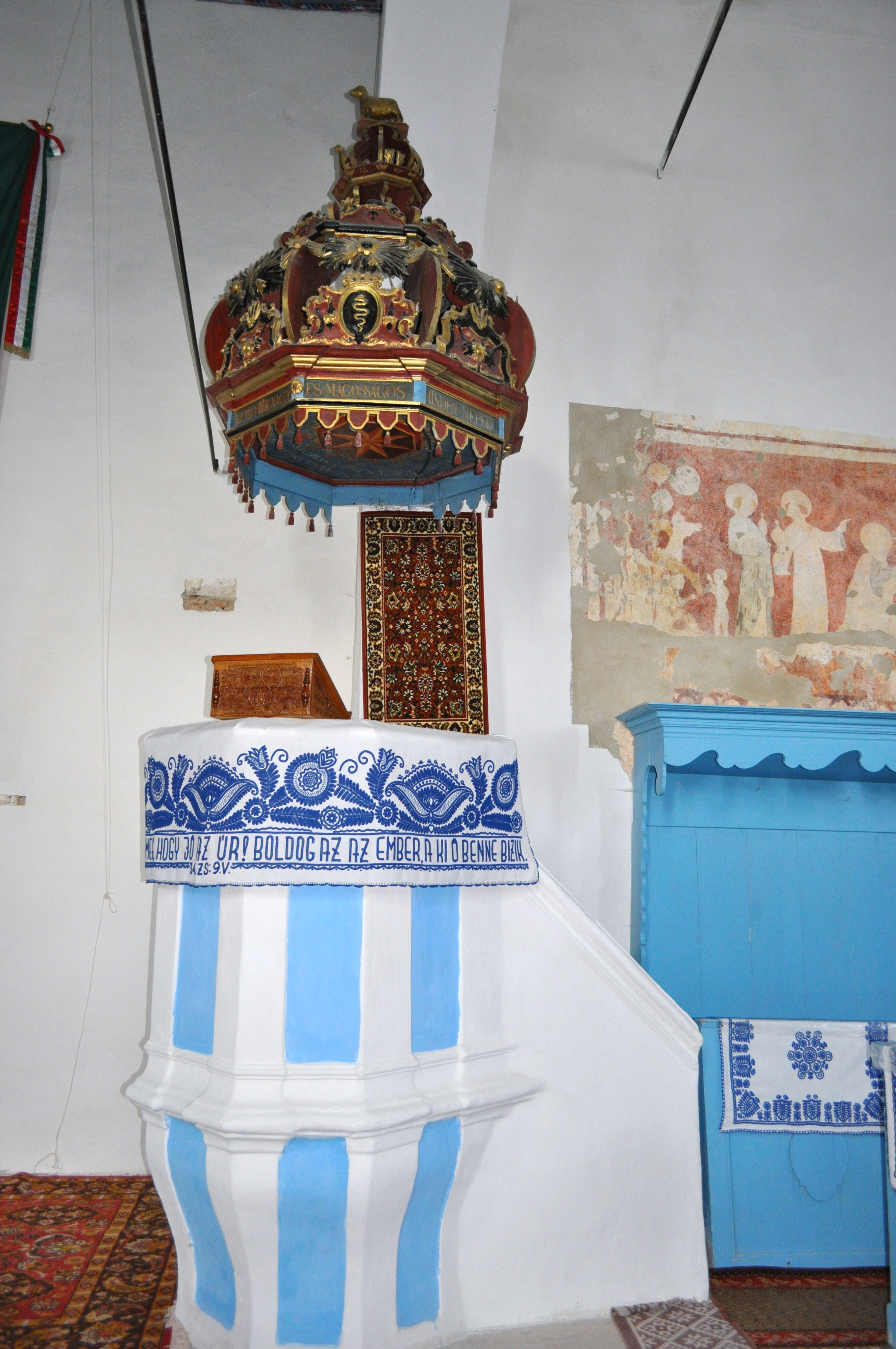
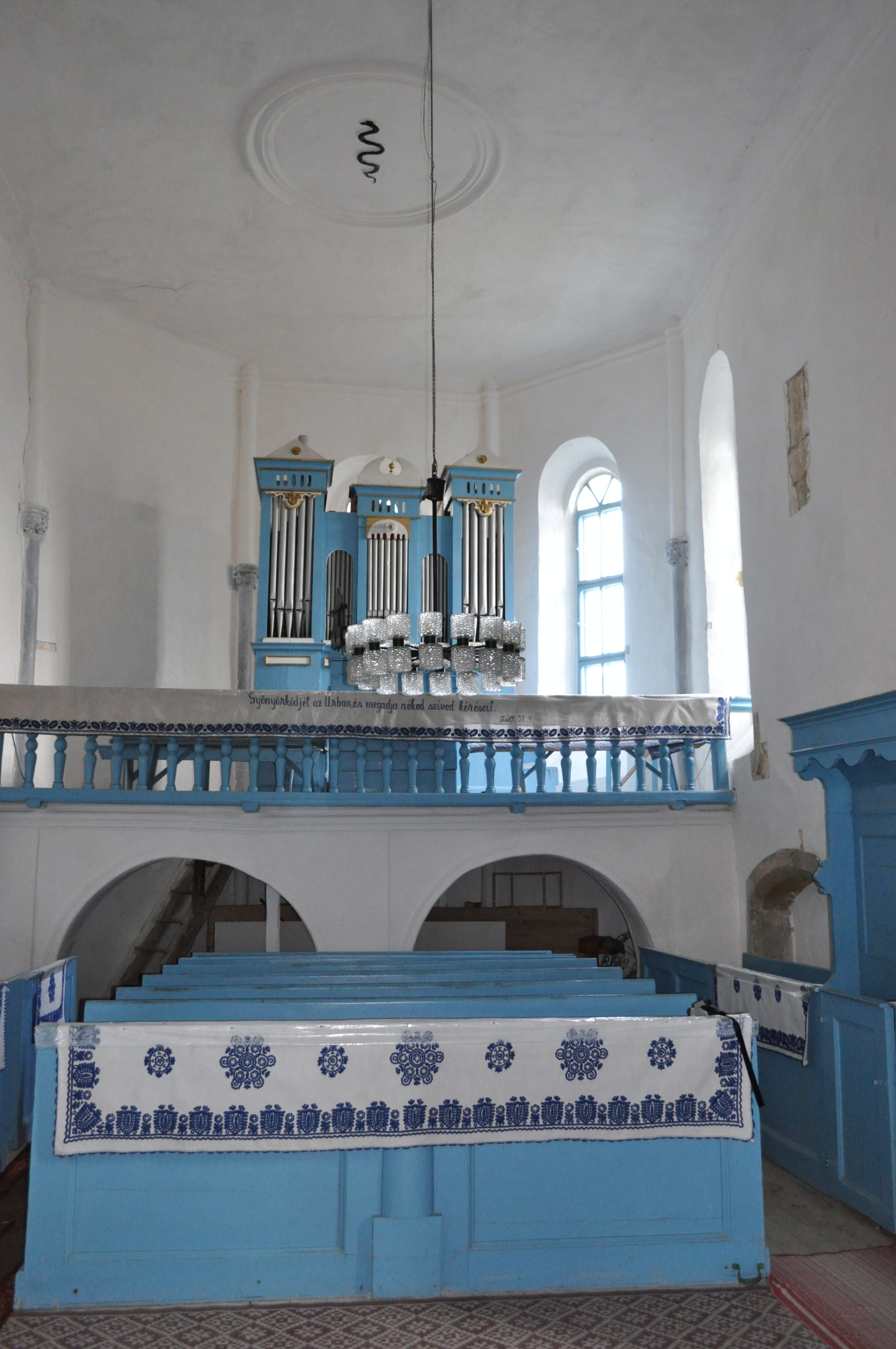
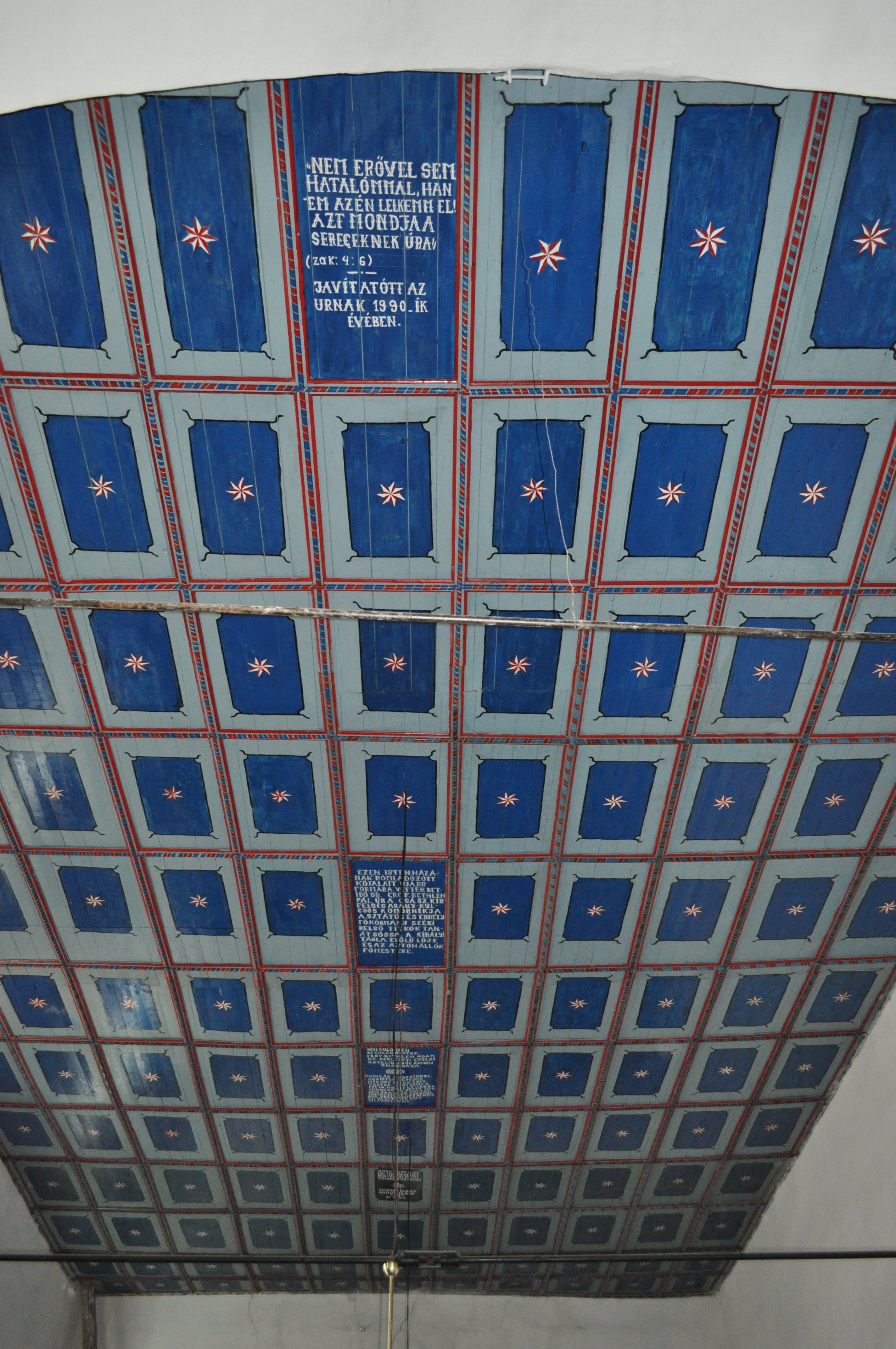
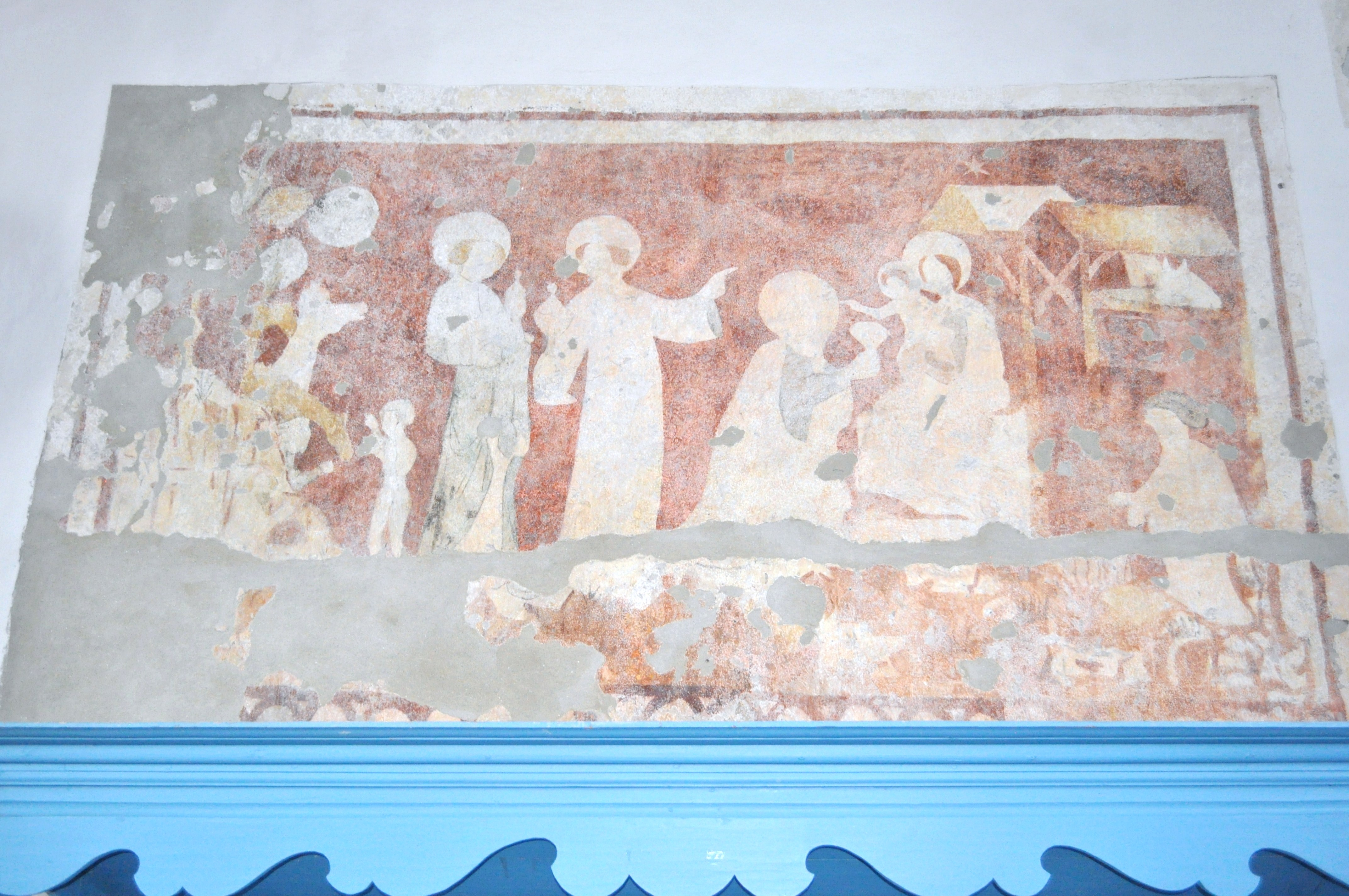
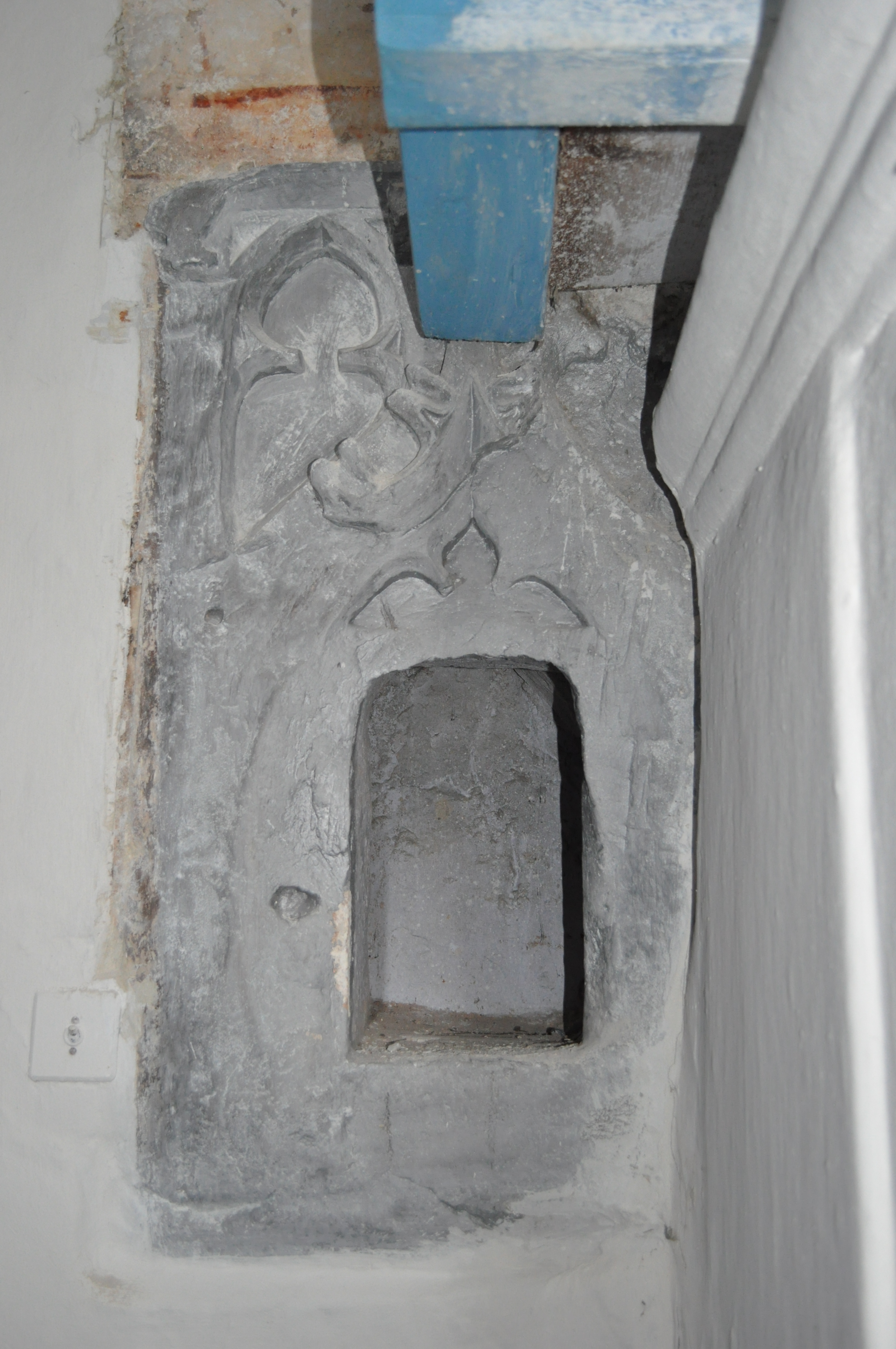
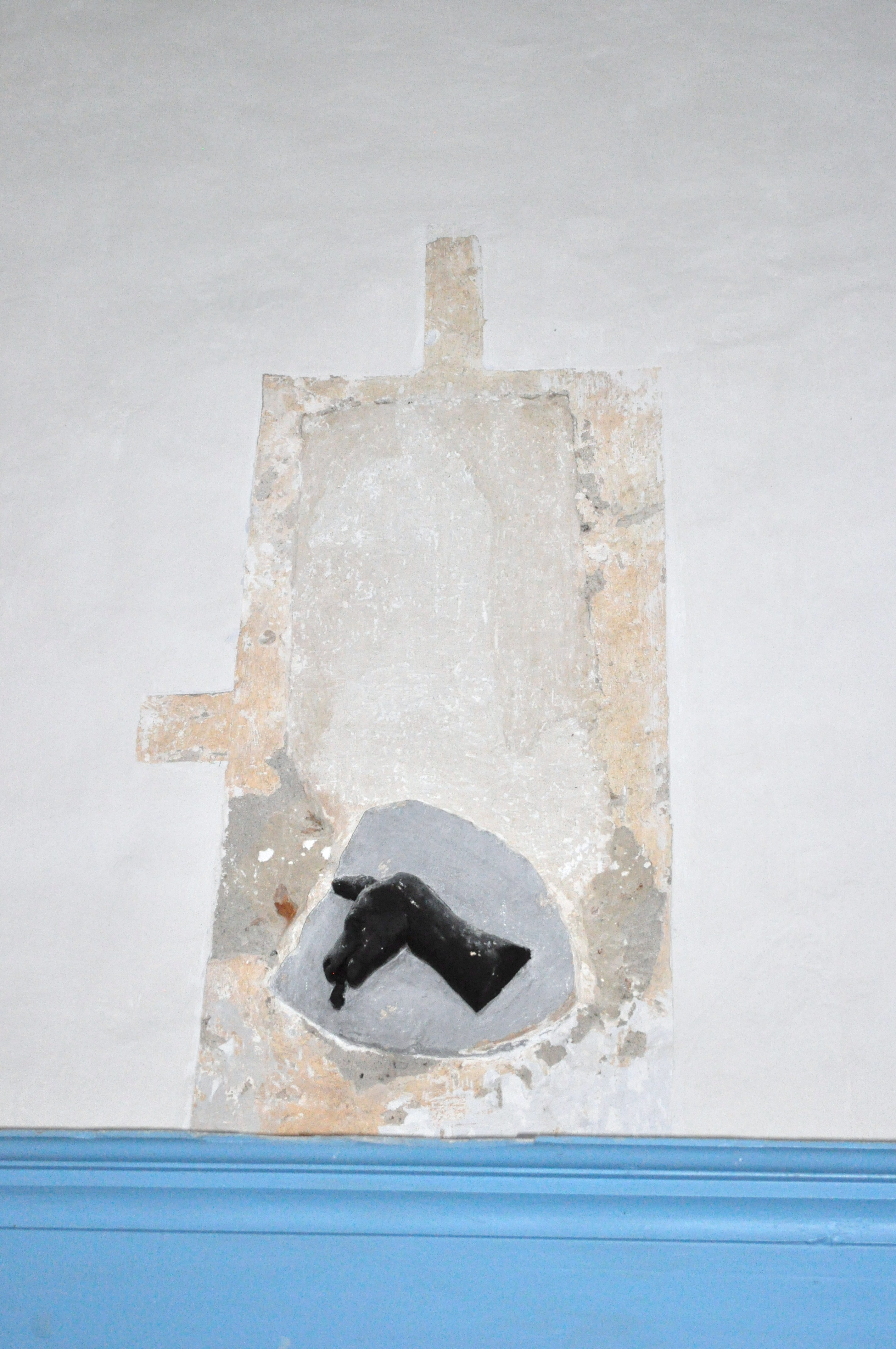
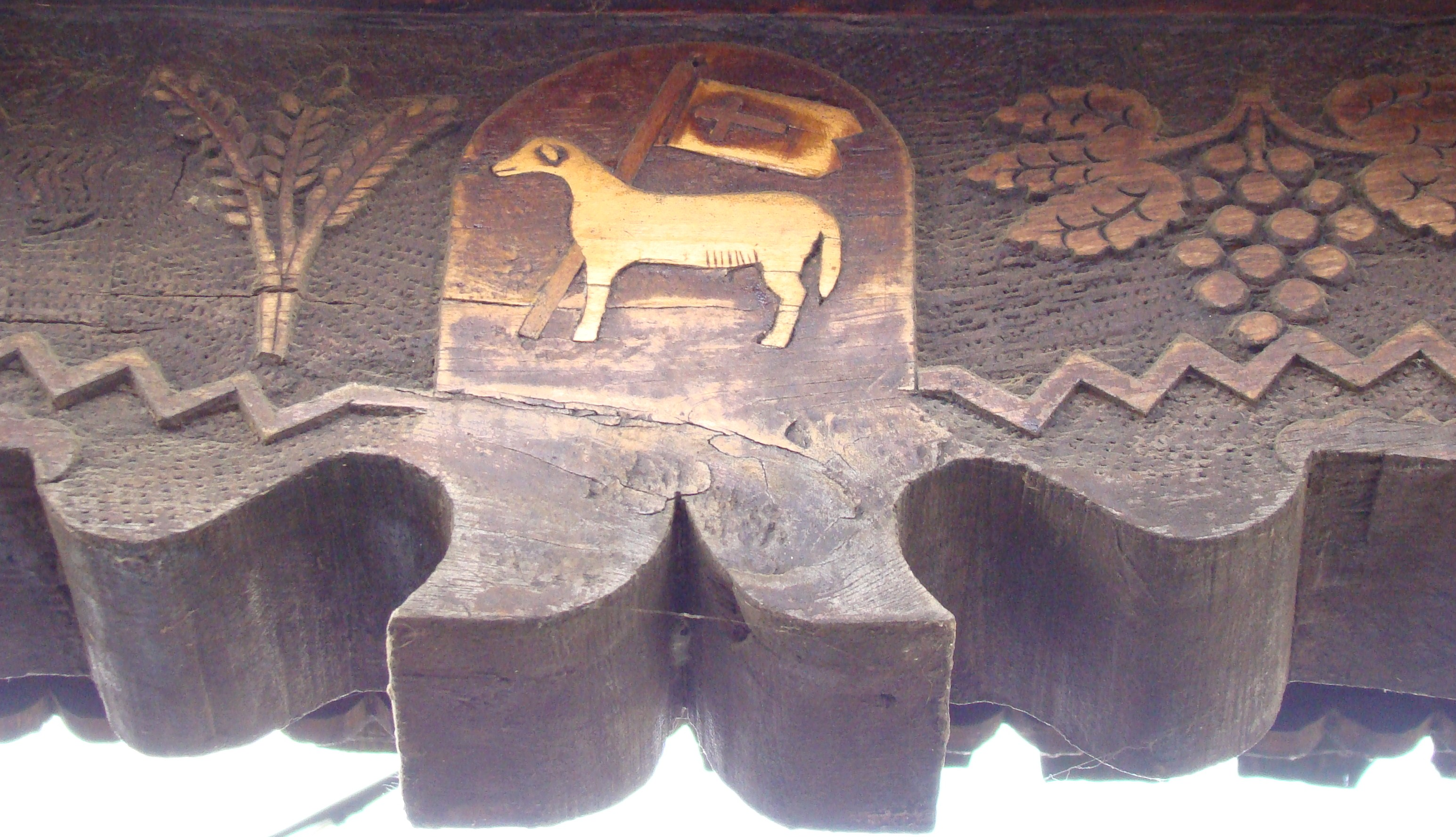
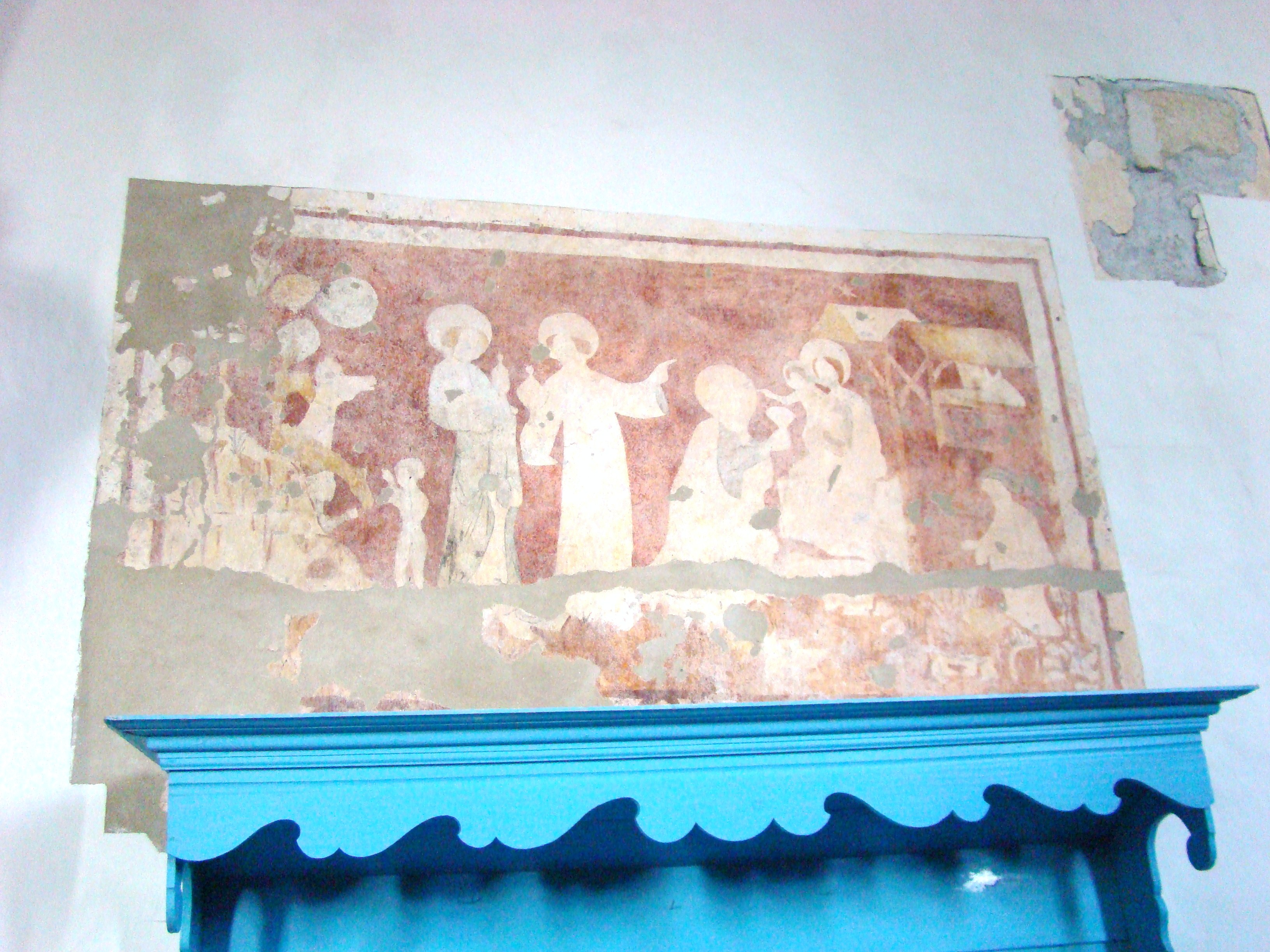
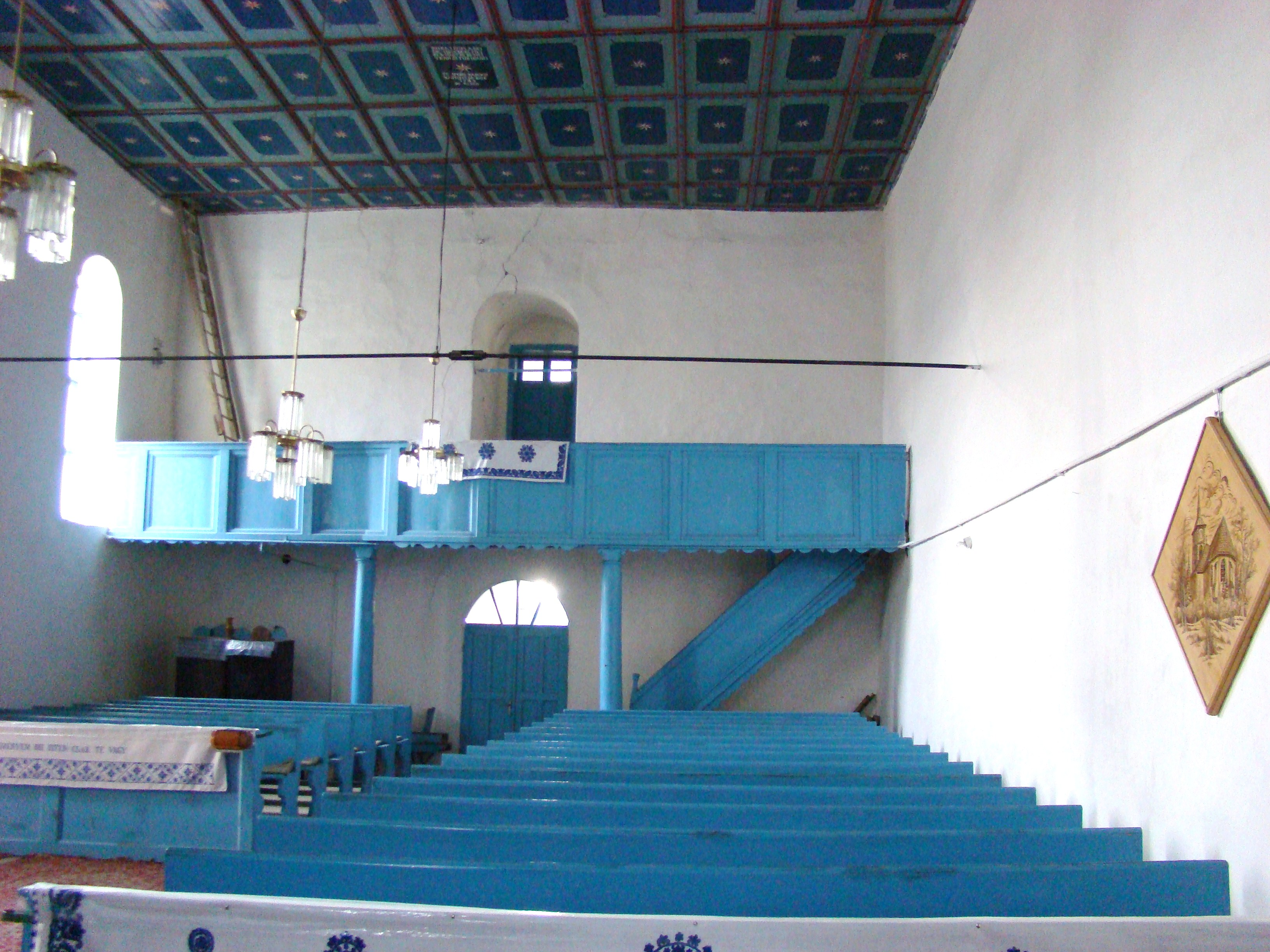
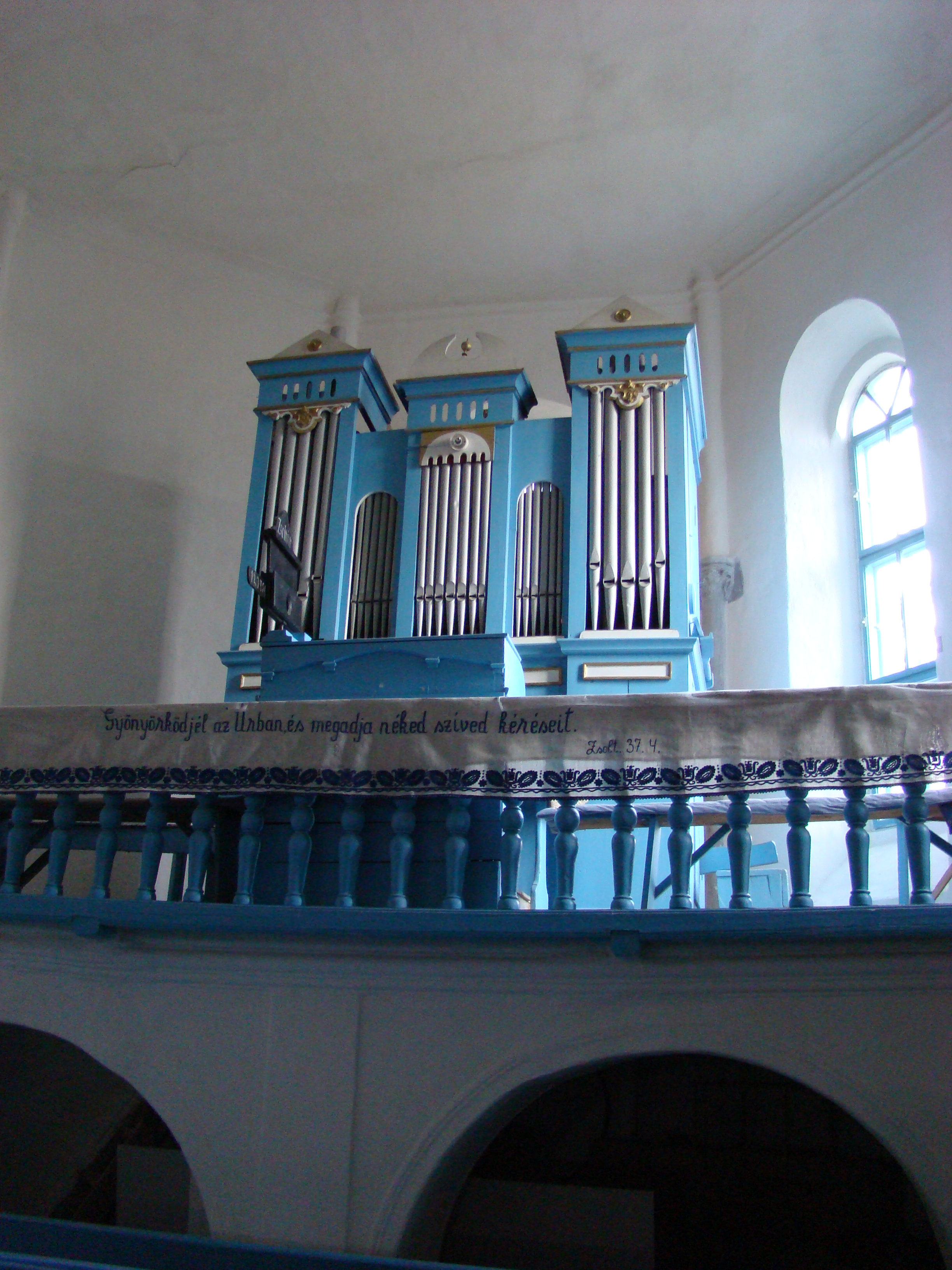
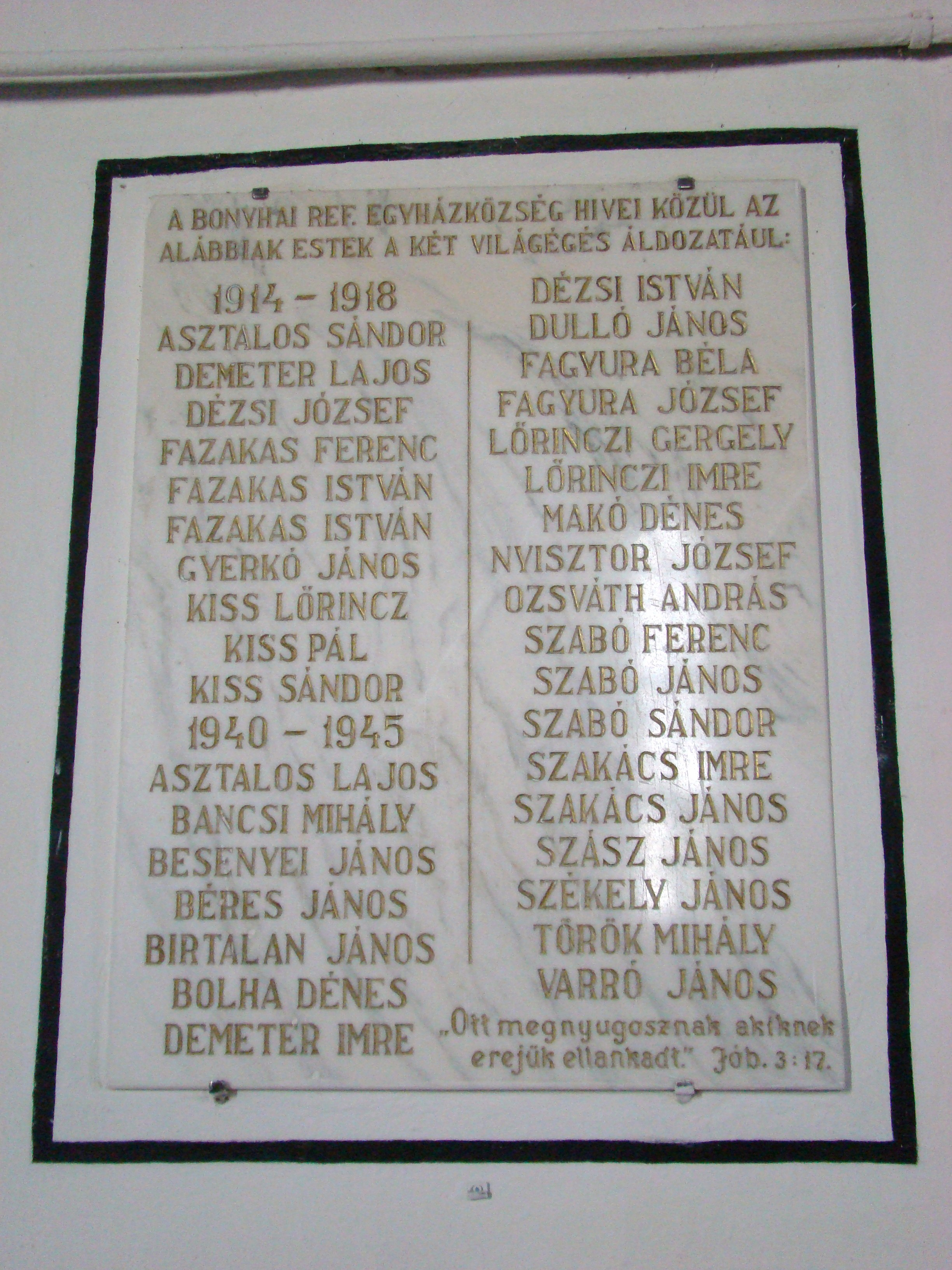
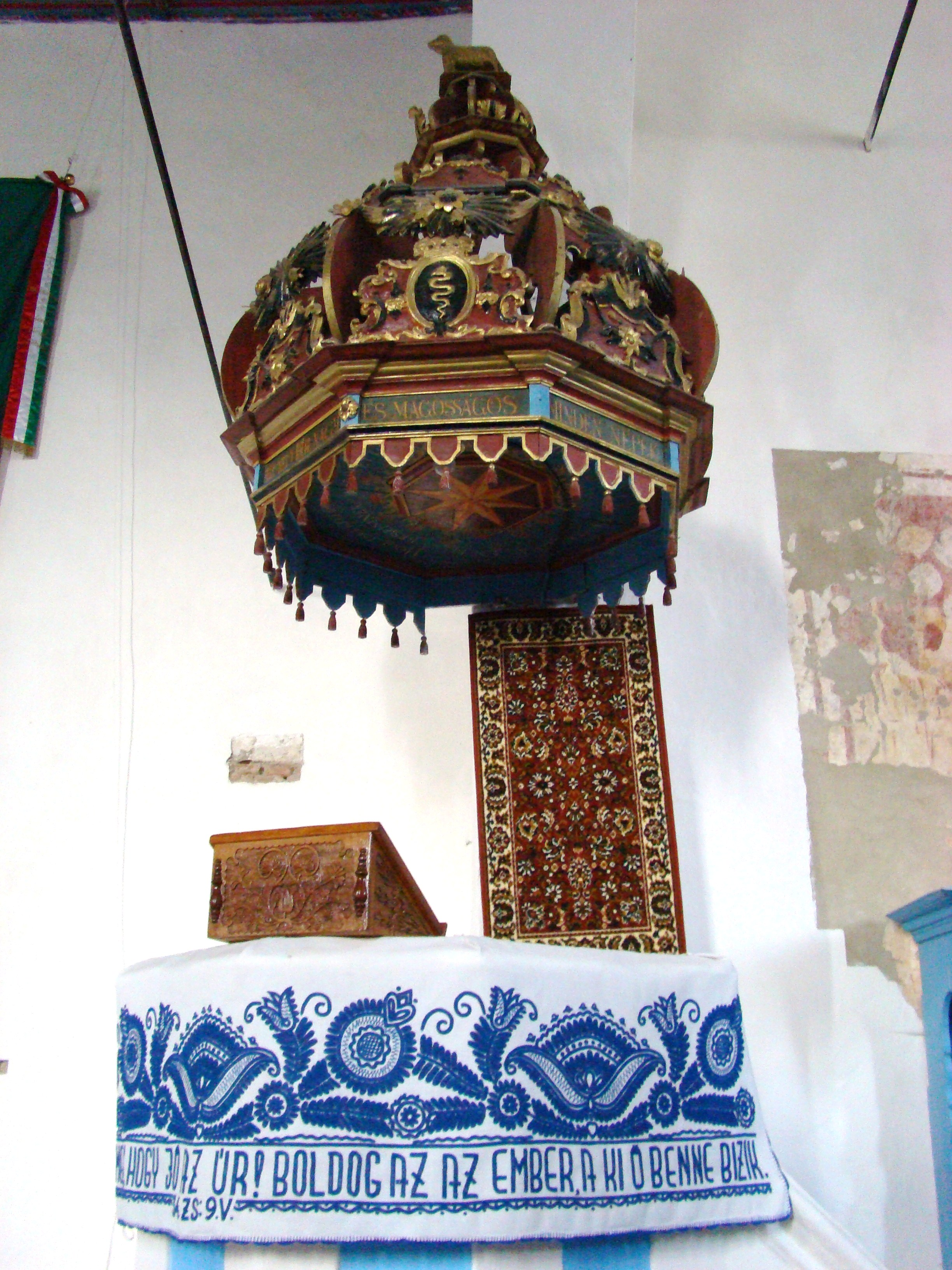
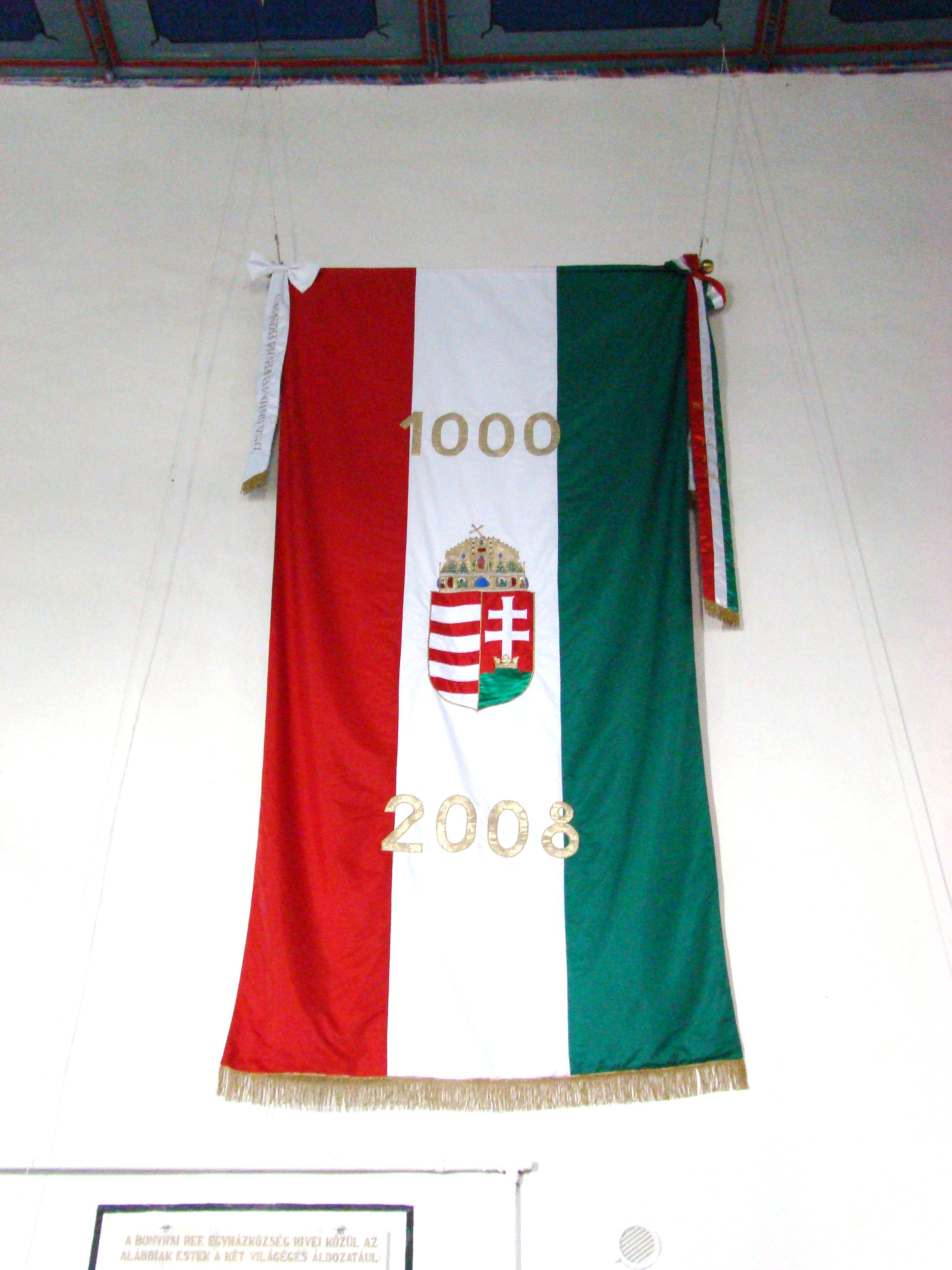
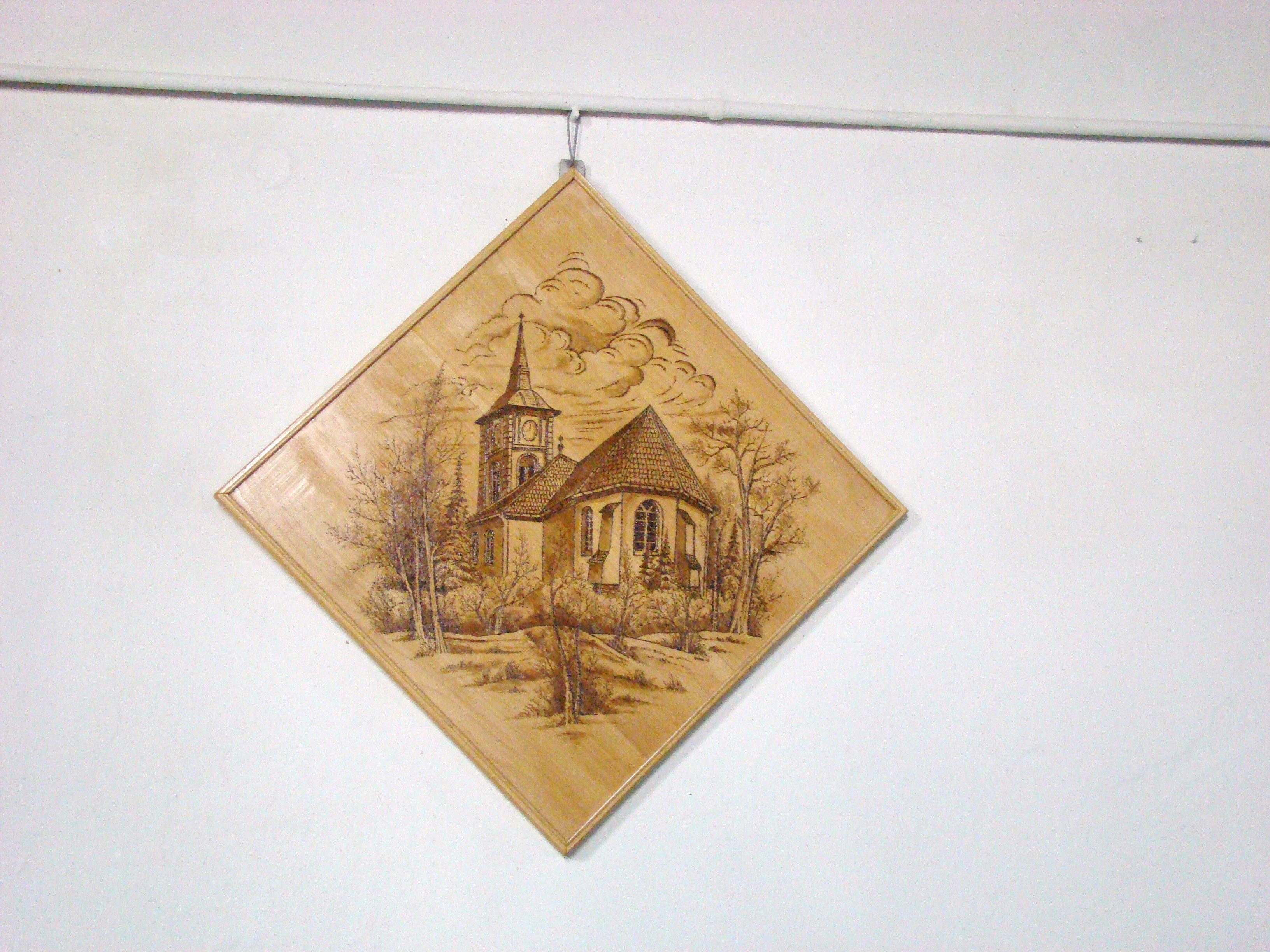
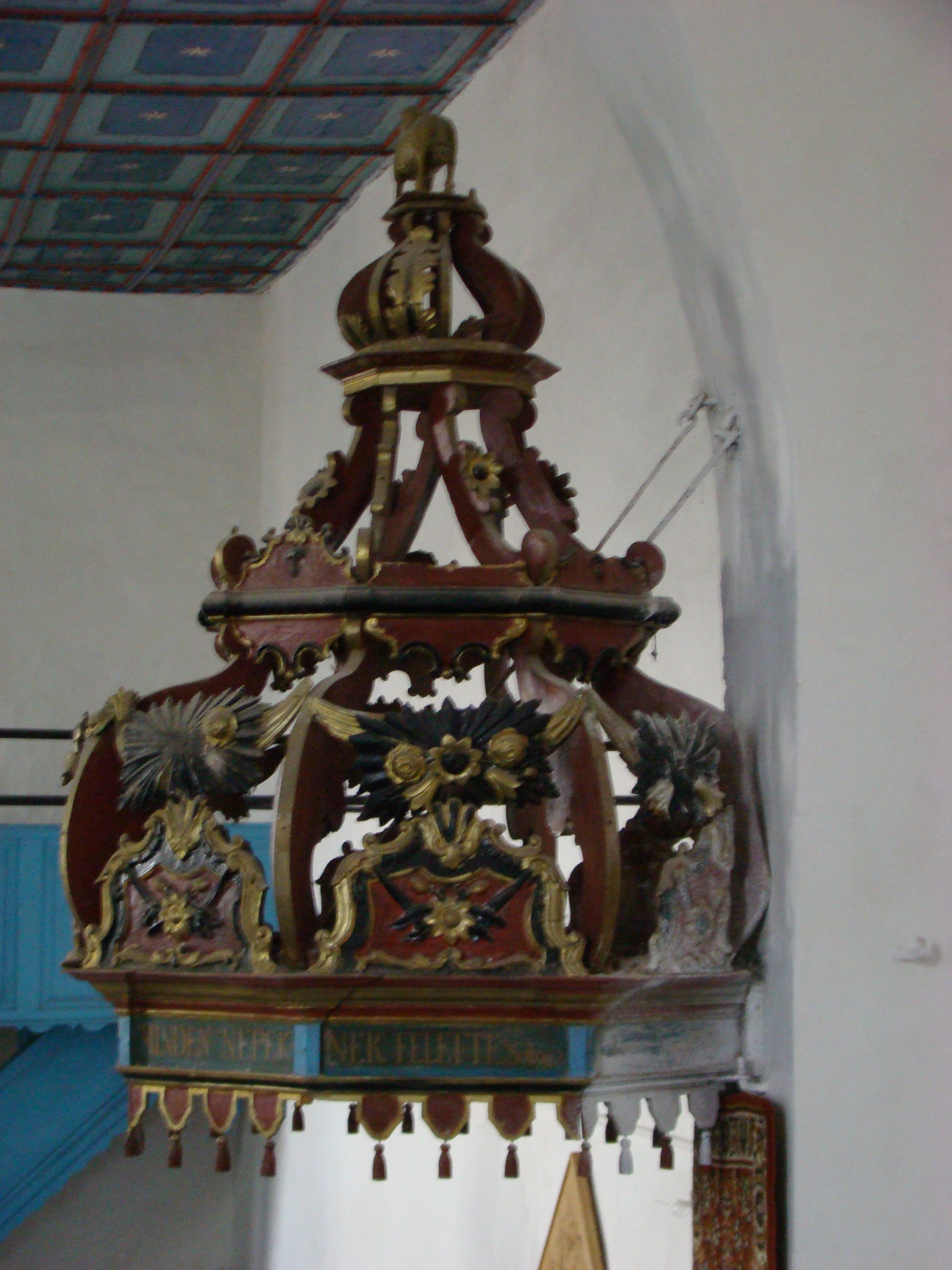
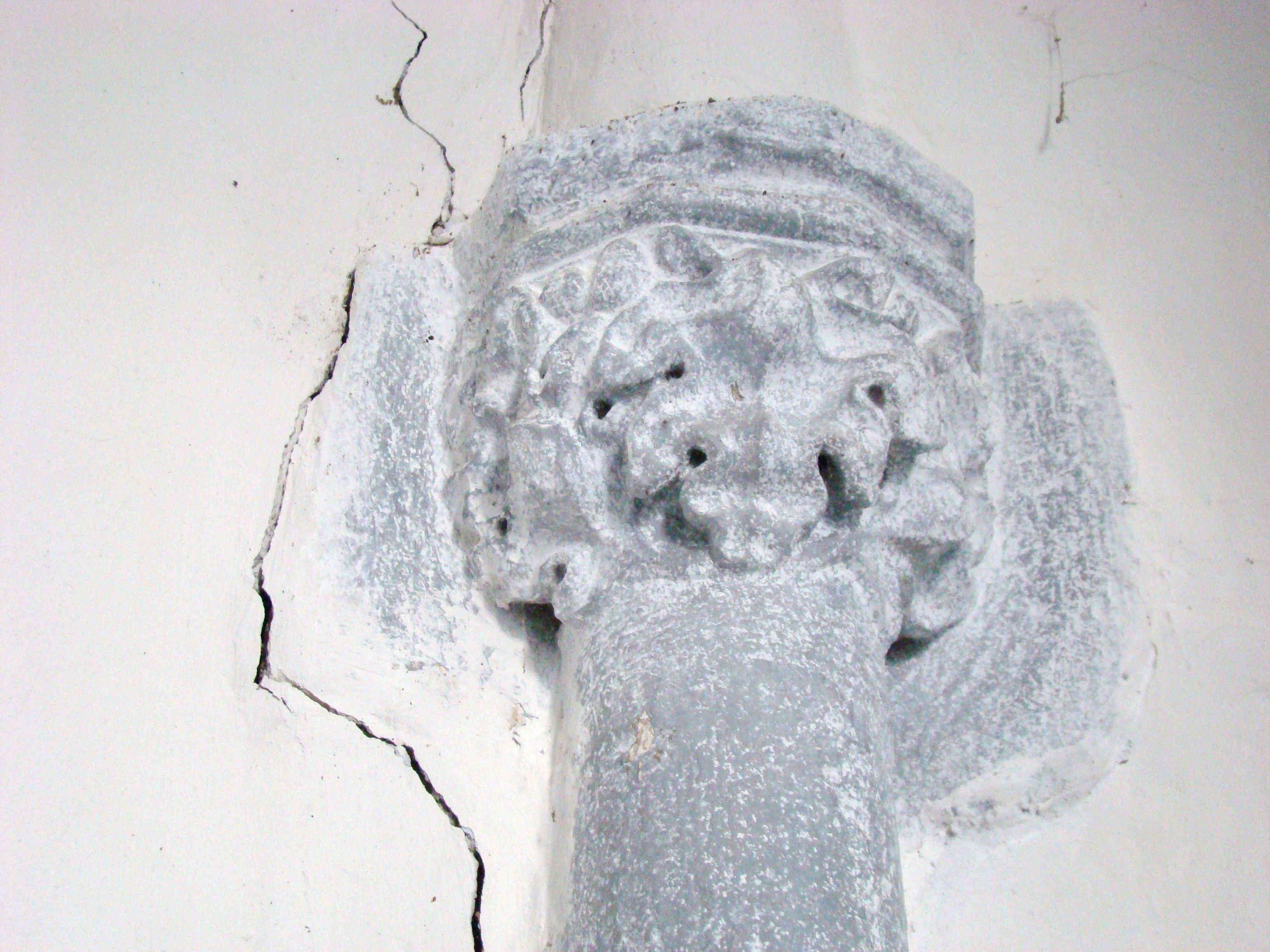